# Palais de la Cité
Pour les articles homonymes, voir Conciergerie.
Le palais de la Cité était la résidence et le siège du pouvoir des rois de France, du Xe au XIVe siècle, tout en restant le siège des principales cours de justice jusqu'à nos jours. Il s’étendait sur la partie ouest de l’île de la Cité dans le 1er arrondissement de Paris.
Une partie du palais a été convertie en prison d’État en 1370, après l’abandon du palais comme résidence par Charles V et ses successeurs. La prison de la Conciergerie occupait le rez-de-chaussée du bâtiment bordant le quai de l’Horloge et les deux tours ; l’étage supérieur était réservé au Parlement de Paris. La Conciergerie servit de prison lors de la Terreur, et fut le lieu de détention des prévenus avant leur passage devant le Tribunal révolutionnaire entre 1793 et 1795 - la reine Marie-Antoinette y fut d'ailleurs emprisonnée en 1793.
Jusqu'au printemps 2018, une grande partie du site était occupée par le palais de justice de Paris. L'essentiel des vestiges du palais de la Cité sont constitués par l'ancienne prison de la Conciergerie qui longe le quai de l'Horloge, au nord-est de l'île, ainsi que par la Sainte-Chapelle.

## Histoire

### Antiquité

Restitution de l'enceinte gallo-romaine, superposée au plan actuel de l'île de la Cité.
Rives de la Seine
Tracé de l'enceinte
Palais romain

Entre 308 et 336, l'île de la Cité fut ceinte d'un mur défensif. Ainsi défendue, l'île fut dotée de deux grands monuments publics : à sa pointe occidentale, le grand castellum ou palatium et, sous l'actuel Marché aux Fleurs, une basilique de très grande taille. De fait, lors des invasions barbares, l'île de la Cité devint un enjeu stratégique et deux empereurs militaires y résidèrent : Julien, en 358 et durant l'hiver 359-360, puis Valentinien Ier. La muraille, avec deux mètres d'épaisseur et dont on ne sait si elle était munie de tours, constituait une défense relativement faible. Le Palatium occupait une surface avoisinant un hectare. Cet espace abritait le Tribunal du prétoire et fut de façon temporaire la demeure des deux empereurs : Julien et Valentinien. La basilique, partiellement découverte en 1844, n'a été identifiée qu'en 1986 à l'occasion d'une fouille. Ses dimensions étaient très vastes. Pendant le Moyen Âge, c'est au sein du palatium que s'installèrent les rois francs, ponctuellement sous les Mérovingiens, puis de façon permanente sous les Capétiens.

### Moyen Âge

#### Les Mérovingiens
La période mérovingienne est mal connue du fait de la pauvreté des sources textuelles. Il est vraisemblable que les rois mérovingiens, lorsqu'ils séjournaient à Paris, résidaient dans la Citadelle de la Cité, toujours ceinte des murs du Bas-Empire. Dagobert Ier, roi des Francs de 629 à 638, avait une cour itinérante, mais on sait qu'il séjourna en son palais de la Cité. L'importance du lieu est confirmée par le fait qu'il y fit établir un atelier monétaire : les pièces issues de cet atelier portent l'inscription Palati moneta et représentent saint Éloi. En 635, fut fondée, sous sa direction et sous la protection du roi, face au palais (en bordure nord de l'actuelle préfecture de police), une abbaye de femmes consacrée à saint Martial de Limoges et connue ensuite sous le nom de Saint-Éloi.

#### Les Carolingiens
À l'époque carolingienne, Paris cessa de jouer un rôle prédominant. Charlemagne ne séjourna qu'épisodiquement à Paris. Sous le règne de son petit-fils, Charles II le Chauve, les remparts de la Cité furent endommagés, à la suite des attaques des Normands, et c'est le roi Eudes qui les fit restaurer, bien qu'il n'habitât pas à Paris. De nombreuses chapelles furent érigées dans l'île de la Cité à partir du milieu du IXe siècle.
Le palais de la Cité fut la demeure des comtes de Paris. Il fut habité par le roi Hugues Capet, premier roi capétien, qui y établit la Curia Regis (le Conseil royal) et divers services de son administration.

#### RobertIIle Pieux
Selon le témoignage du moine Helgaud, Robert II le Pieux, fils d'Hugues Capet, entreprit à la fin de son règne de reconstruire à Paris un palais tout à fait remarquable.
Il transforma profondément l'ancienne citadelle du Bas-Empire en demeurant dans les limites du rempart, qui formait un quadrilatère d'environ 100 à 135 mètres de côté. Ce fut le premier « Logis du Roi » : le bâtiment, situé à l'ouest du Palais, est visible sur une des miniatures des Très Riches Heures du duc de Berry. Cette partie résidentielle s'ouvrait sur la pointe de l'île peut-être déjà occupée par un jardin, en retrait par rapport aux bâtiments dévolus à l'administration royale et à la justice, qui prenait une place prééminente au sein du Palais.
Robert II fit aussi réédifier l'ancien Tribunal du prétoire, hérité des temps gallo-romains, qui s'élevait au nord-est du Palais. S'établissant sans doute sur les fondations antiques, le nouveau corps du bâtiment abrita la Salle du Roi, que les chartes dénomment Aula Regis (la future Grand-Salle mais de surface plus réduite). Une Chambre du Roi fut construite dans son prolongement occidental.
À l'emplacement de la future Sainte-Chapelle, le roi fit édifier une chapelle Saint-Nicolas.
À partir du règne de Robert II, le palais demeura, jusqu'au règne de Philippe IV, contraint dans son quadrilatère fortifié du Bas-Empire, le rempart étant défendu par des tours en nombre inconnu.

#### LouisVI
Les documents relatifs aux règnes d'Henri Ier et Philippe Ier (1031-1108) ne fournissent que de rares indications sur le Palais. Cependant, l'existence d'une Salle du Roi y est bien confirmée dès le XIe siècle. À partir de 1043, plusieurs diplômes font état de la réunion de la Curia Regis, instance qui rassemblait les seigneurs palatins autour du roi et l'aidait à administrer le royaume, dans l'Aula Regis.
Louis VI le Gros (1108-1137) semble avoir procédé à des adjonctions et réfections importantes. Selon la Chronique de l'abbaye de Saint-Pierre-le-Vif de Sens, il fit construire une « Grosse Tour », dont les soubassements existent encore dans les sous-sols du Palais de justice. Celle-ci s'élevait, avec sa haute toiture, en position centrale par rapport aux corps de bâtiments qu'elle dominait. C'était un haut cylindre, percé de deux étroites meurtrières. Elle avait des créneaux et sa base avait un diamètre de 11,70 mètres, ses murs avoisinant 3 mètres d'épaisseur. Le donjon du Louvre, construit par Philippe II Auguste, fut appelé « Tour neuve » par opposition à la Grosse Tour qui subsista jusqu'en 1778.
Louis VI fit modifier le Logis du Roi, entre les deux tours quadrangulaires qui l'encadraient, la tour carrée et la tour dite plus tard « de la Librairie ». Le logis était caractérisé par une façade puissamment structurée : quatre arcades surbaissées ornées d'un important corps de moulures étaient portées par de hauts contreforts et surmontées d'une sorte de chemin de ronde percé de onze ouvertures rectangulaires. Le contrefort situé entre la deuxième et la troisième arcade abritait un escalier à vis. Un bandeau soulignait la limite entre rez-de-chaussée et premier étage.
Louis VI fit également achever la chapelle Saint-Nicolas, et pourvut généreusement à l'entretien d'un chapelain qu'il y nomma.

#### LouisVII

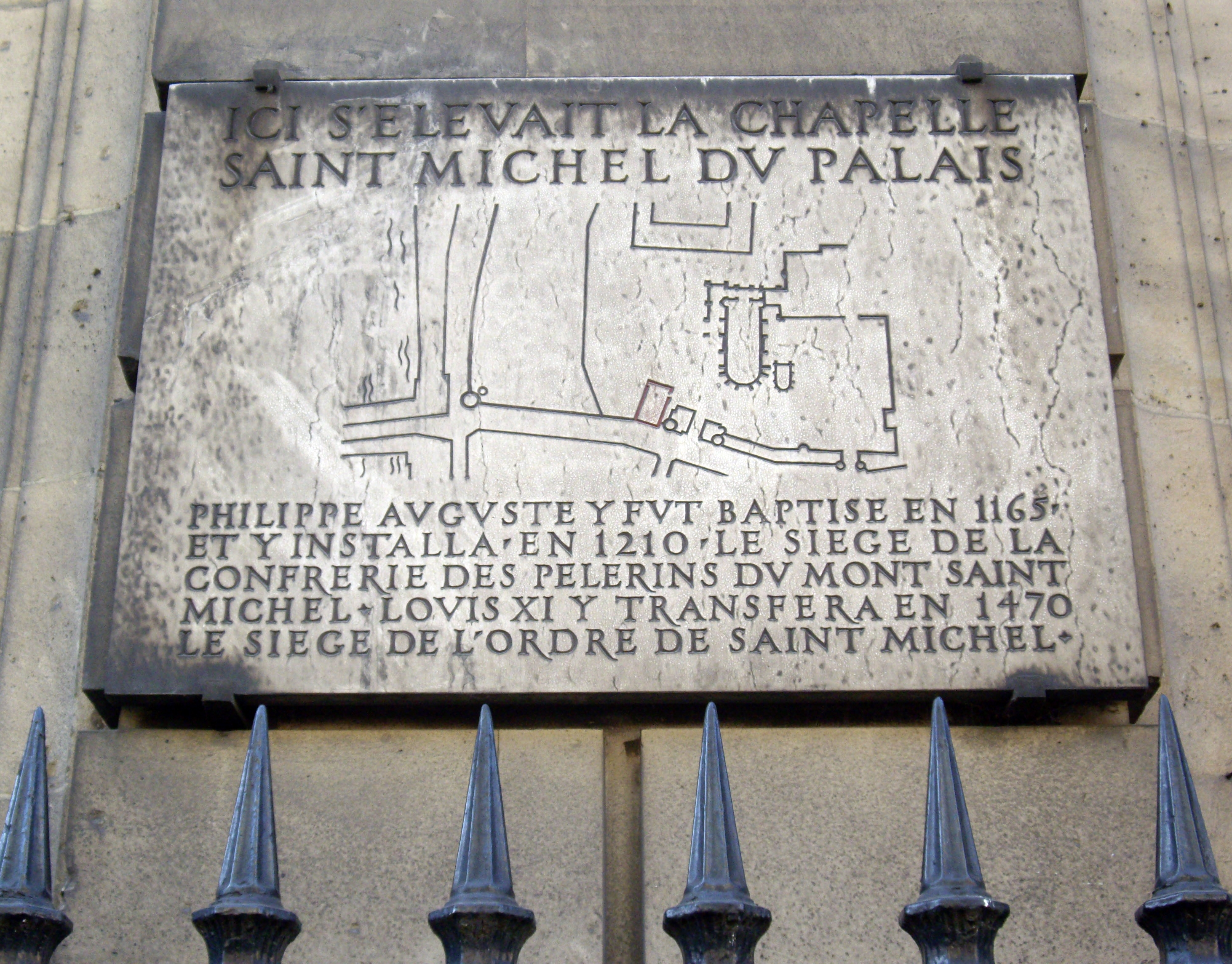
Plaque rappelant la chapelle Saint-Michel où fut baptisé Philippe II Auguste (photo prise en 2010).

En 1141, Louis VII le Jeune (1137-1180) établit auprès du Palais et de façon exclusive les changeurs sur le Grand-Pont, dès lors nommé Pont-aux-Changeurs. Moyennant redevance, ceux-ci y louaient des boutiques pour exercer leur commerce. Du côté oriental, l'entrée principale du palais se faisait dans la Grande Cour où existait un escalier d'honneur. Ainsi, vers 1165-1166, le roi accueillit officiellement les moines de Vézelay sur les « degrés du Palais ». Ces degrés devaient donner accès à l'étage d'une galerie reliant la Salle du Roi à la chapelle Saint-Nicolas.
Louis VII fit édifier dans son palais un oratoire royal, dédié à la Vierge, situé à l'emplacement de l'actuelle chapelle des Girondins.
Dans la chapelle Saint-Michel, située au sud-est du palais, l'évêque de Paris, Maurice de Sully, célébra un dimanche de la deuxième quinzaine d'août 1165 (donc soit le 22 ou le 29 août) le baptême du fils de Louis VII, le futur Philippe II Auguste. Cependant, cette chapelle resta en dehors de l'enceinte du palais jusqu'au règne de Jean II le Bon.

#### PhilippeIIAuguste
Philippe II Auguste élargit les fonctions du palais en lui attribuant en 1190, avant son départ pour la croisade, la conservation des archives royales. Le roi fit réaliser de nombreux travaux dans le palais comme en témoigne le premier compte général connu, celui de 1202-1203.
Ces travaux ont porté sur l'agrandissement de la grande salle, divisée en deux vaisseaux par une file de piliers et la construction d'une tour qui se trouvait dans la petite cour entre la galerie des merciers et les logis du roi. Cette tour détruite à la suite de l'incendie du Palais de 1776 a servi de prison à Ravaillac, à Cartouche et à Damiens. Son diamètre était de 12,68 mètres pour une épaisseur de murs de 3,57 mètres.
C'est sous le règne de Philippe Auguste que des lettres patentes mentionnent pour la première fois la charge de concierge du Palais qui exerçait les fonctions de basse et moyenne justice sur le territoire du palais et ses dépendances.
Le chroniqueur Rigord rapporte que le roi, incommodé par les odeurs nauséabondes des rues, ordonna de paver les abords du palais, ainsi que plusieurs rues importantes de Paris. Les crues de la Seine isolaient régulièrement l'île, obligeant le souverain à se réfugier à l'abbaye Sainte-Geneviève, par exemple en 1197.
À l'ouest, le Jardin du Roi occupait la pointe de l'île, au-delà d'une cour délimitée par le mur d'enceinte du palais datant de l'antiquité. C'est sans doute sous le règne de Philippe Auguste qu'il fut clos par une muraille.
C'est sous le règne de Philippe Auguste que le palais de la Cité perdit son statut de principale forteresse de Paris quand le roi fit ériger le château fort du Louvre et ceindre la ville d'un nouveau rempart.

#### Saint Louis

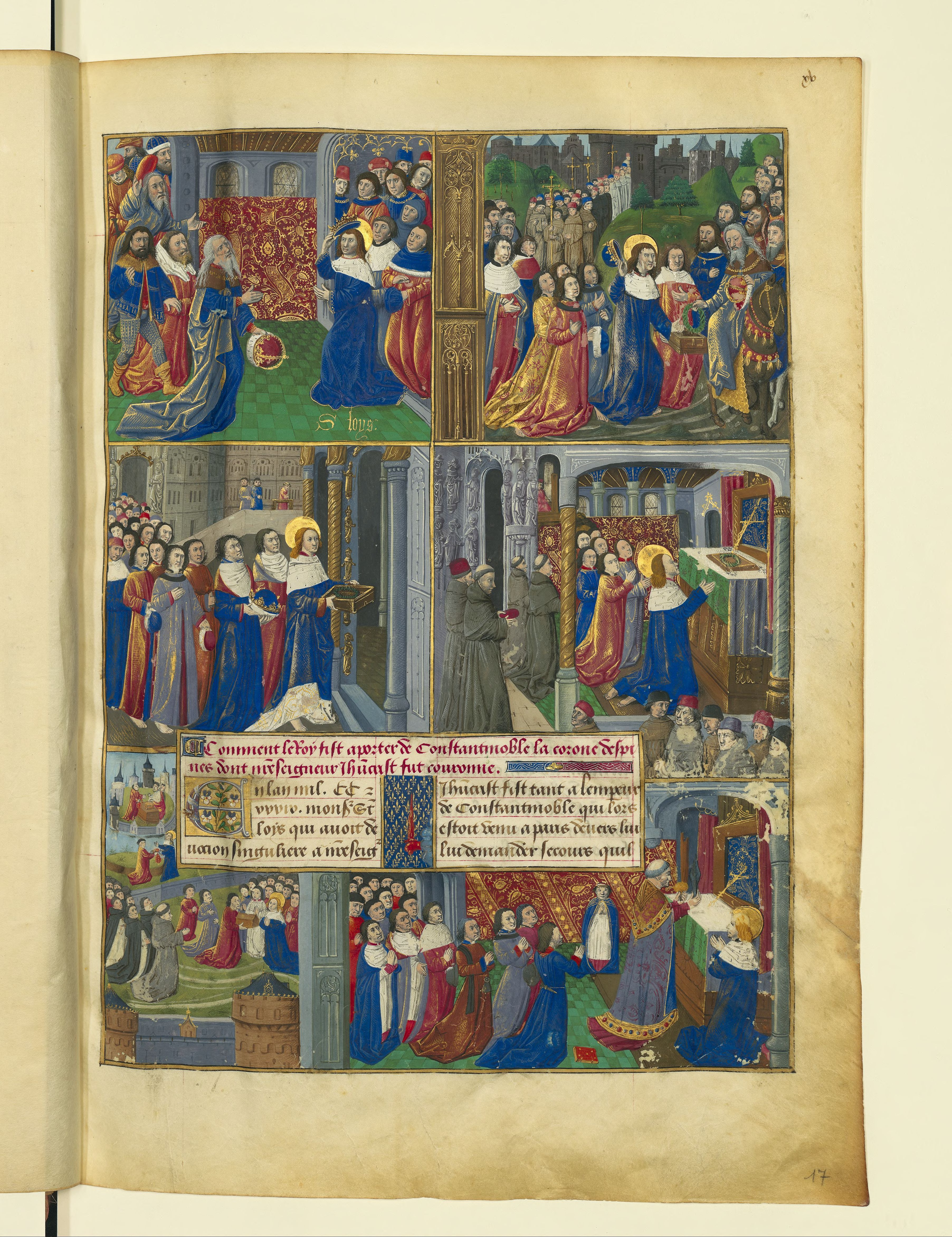
faisant venir la couronne d'épine et la déposant à la Sainte-Chapelle. Miniature du Livre des faiz Monseigneur saint Loys jadis roy de France par Maître du Cardinal de Bourbon (vers 1480).

À partir du règne de Saint Louis (années 1240) et durant près d'un siècle de travaux, le Palais connut une expansion et une structuration remarquables correspondant au développement du rayonnement et de la centralisation du pouvoir royal. Saint Louis partagea durablement l'espace du quadrilatère initial : la partie occidentale réservée aux appartements privés de la famille royale, une partie orientale ouverte sur la Cité, une partie méridionale dévolue aux chanoines de la Sainte-Chapelle et aux chapelains du roi.
Saint Louis fit construire la Sainte-Chapelle entre 1242 et 1248. Les travaux commencèrent avec la démolition de la chapelle Saint-Nicolas. En janvier 1246, le roi fonda un collège de chanoines et de marguilliers chargé de la garde des reliques. Le 26 avril 1248, la chapelle haute de la Sainte-Chapelle, dédiée à la Sainte-Couronne et à la Sainte-Croix, fut consacrée par le légat du Pape, Eudes de Châteauroux, tandis que la chapelle basse, dédiée à la Vierge, l'était par l'archevêque de Bourges, Nicolas Berruyer. Se plaçant dans la lignée architecturale et symbolique de l'antique modèle de Saint-Vital de Ravennes (526-547) et des chapelles palatines carolingiennes comme celle d'Aix-la-Chapelle (vers 800), la Sainte-Chapelle est une version magnifiée de chapelle à deux étages, aussi élevée qu'une cathédrale gothique (36 mètres de long, 17 mètres de large, 42,5 mètres de haut sans la flèche). À côté de la Sainte-Chapelle, jouxtant par un passage la première travée nord de son abside, Saint Louis fit édifier le Revestiaire, qui abritait les sacristies et le Trésor des Chartes. Très proche sur le plan architectural mais de dimensions plus restreintes, ce petit bâtiment comptait deux travées droites et une abside à cinq pans. Un escalier polygonal desservait ses deux niveaux au nord-ouest. Le voisinage direct de la Sainte-Chapelle conféra une dimension protectrice très particulière aux archives royales. À proximité fut aménagée la parcheminerie où l'on préparait les supports sur lesquels étaient transcrits les actes royaux. Le trésor des Chartes a subsisté jusqu'en 1783.
Au nord-ouest du Palais, hors de l'enceinte de Philippe Auguste, Louis IX fit élever la salle sur l'Eau, qui était vraisemblablement destinée à accueillir des cérémonies solennelles ou d'apparat. De plan rectangulaire, l'édifice était scandé au nord comme au sud par sept contreforts et par deux autres sur ses murs pignons. L'étage abritait une vaste salle alors que le rez-de-chaussée était divisé en deux et abritait des cuisines. La salle sur l'eau a été peu modifiée jusqu'au milieu du XVIIIe siècle et elle a partiellement subsisté jusqu'en 1865. La tour connue sous le nom de tour Bonbec fut longtemps la tournelle des Réformateurs. Elle ne comportait comme la salle sur l'eau que deux étages. Elle fut haussée d'un niveau sous le Second Empire. C'est dans cette tour que l'on mettait à la question, sur ordre du juge de la Tournelle, juridiction criminelle. Cette tour aurait été ainsi appelée par la suite tour « bon bec » devenu Bonbec car c'est là qu'était pratiquée la « question » (la torture) qui faisait avouer les suppliciés.
On sait que Saint Louis consomma son mariage dans la Chambre verte, pièce jouxtant l'oratoire, située au nord du logis du roi, même s'il couchait habituellement dans la Chambre du Roi, chambre haute contiguë à la Salle du roi, et prenait ses repas dans le niveau inférieur de cette dernière.
Dans le Palais, au milieu de la cour du Mai, on plantait chaque année au printemps un arbre d'une quinzaine de mètres afin de célébrer les bienfaits de la nouvelle saison. Dans la cour, le magnifique escalier appelé Grand Degré montait jusqu'à la galerie des merciers que Saint Louis avait fait construire pour accéder directement de ses appartements à la Chapelle Haute de la Sainte Chapelle.

#### PhilippeIII
Sous le règne de Philippe III le Hardi, le palais s'agrandit à l'ouest, au nord, au sud, au-delà de l'enceinte du IIIe siècle. Autour du palais, les berges ont été étendues. On connaît la destination des bâtiments sous le règne du fils de Saint Louis.
En 1278, la Salle du Roi cessa d'être l'endroit où se tenaient les sessions juridiques de la Curia Regis pour devenir la chambre d'attente des plaideurs avant leur entrée dans la Chambre aus Paiz En dehors des séances des plaids, le roi y prenait ses repas, tandis que le « Commun » se restaurait sous la Salle du Roi.
Le roi dormait dans la Chambre du Roi dite Chambre Haute. La tour qui jouxtait la Chambre du roi abritait la garde-robe dans laquelle mangeaient les chambellans.
Entre la Galerie des Merciers et le flanc nord de la Sainte-Chapelle, se trouvait la Maison d'audience du Roi qui voisinait avec le Trésor des Chartes.
Au cœur du palais, se trouvait la Chambre aux deniers ou caisse de l'hôtel du Roi citée dans un document de 1286.

#### PhilippeIV

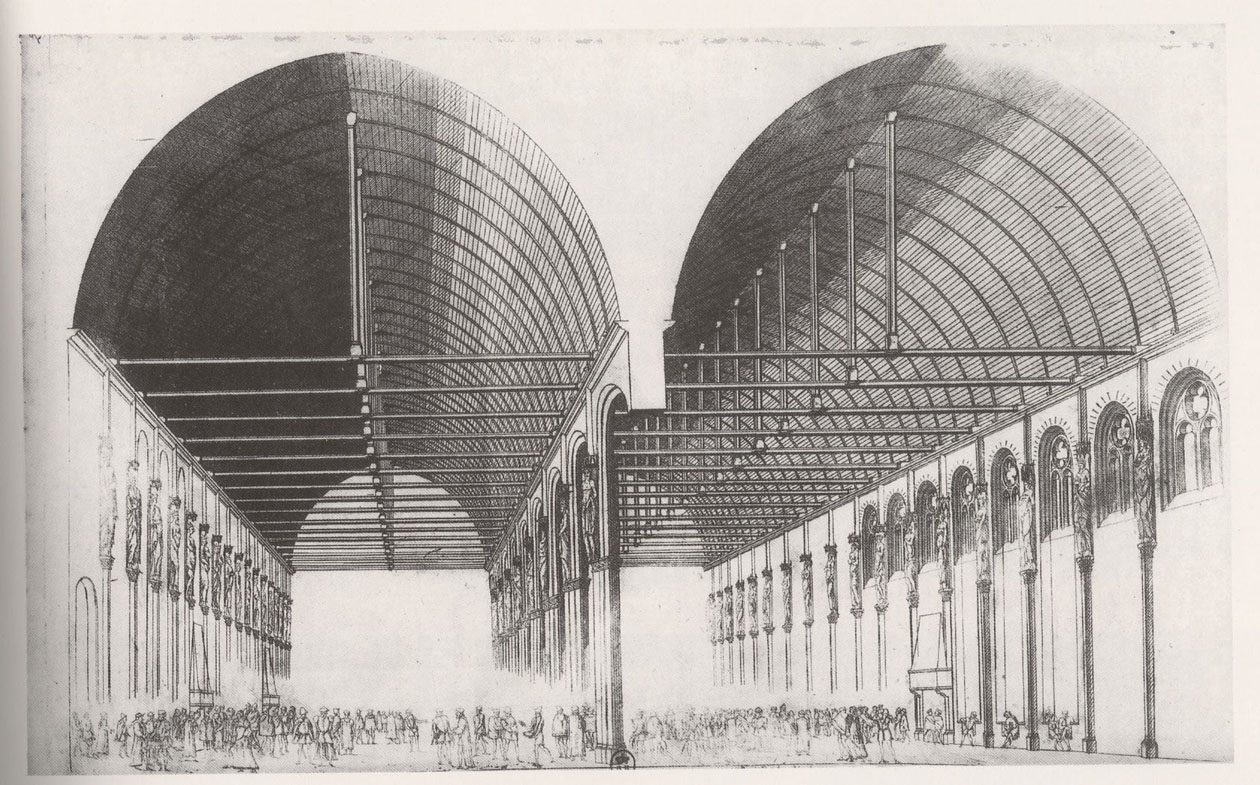
.

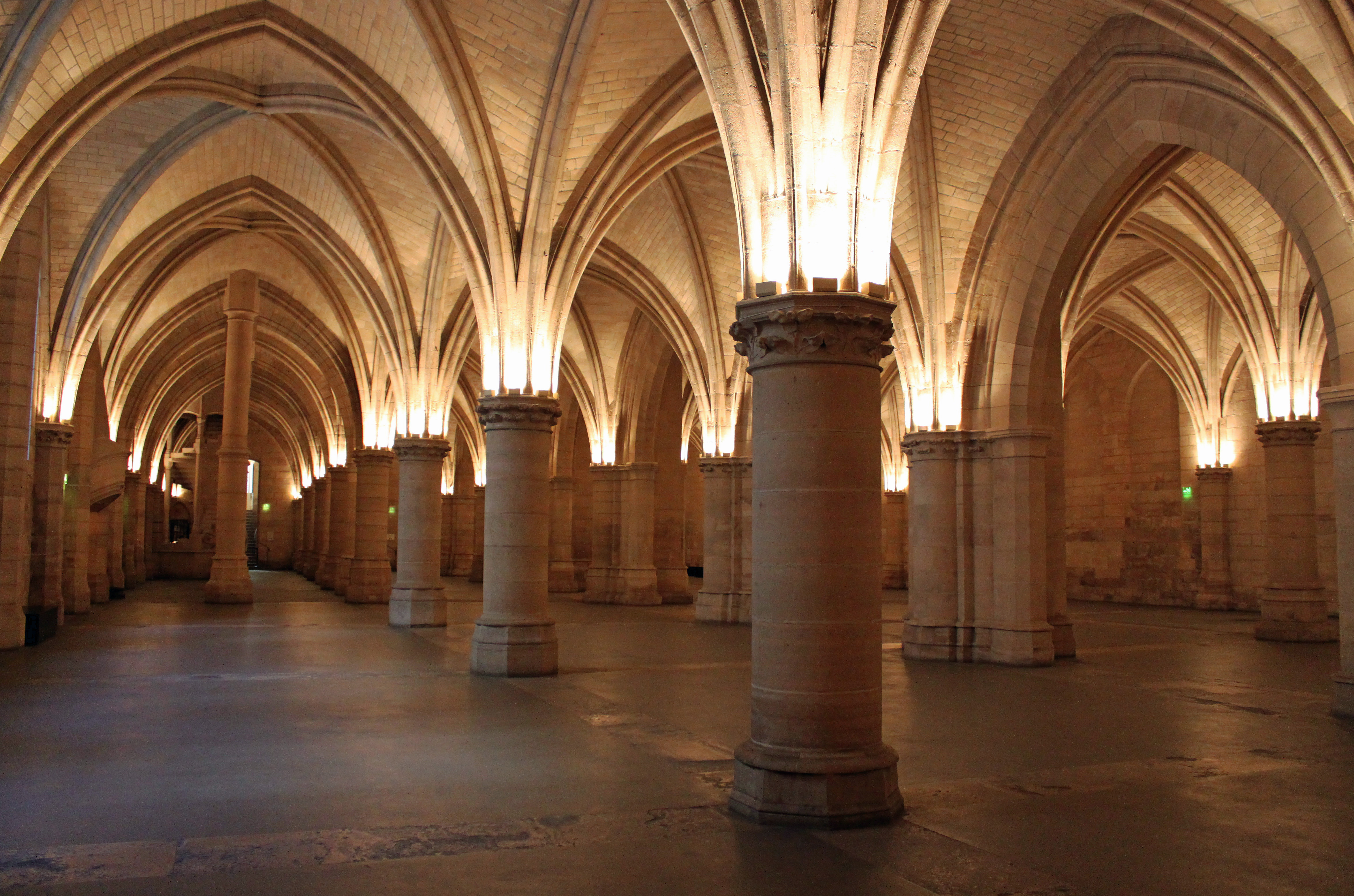
Salle des Gens d'Armes (photo prise en 2010).

Philippe IV le Bel fit reconstruire le palais. Les travaux furent achevés en 1313 sous l’impulsion d’Enguerrand de Marigny. La source essentielle pour étudier ces travaux est constituée par les journaux du Trésor. Des enclaves morcelant alors le terrain royal, Philippe IV expropria les occupants. De nombreuses chartes réglant les indemnités d'expropriation ont été conservées. De vastes salles furent construites au nord et au sud du palais de la Cité.
À l'est, à l'emplacement de l'ancienne Grande salle de Robert II le Pieux, elle-même devant être bâtie sur le prétoire romain, et doublant sa surface en profitant d'un espace libre au nord, Philippe IV le Bel fit aménager la Grand-Salle. La Grand-Salle du Palais de la Cité était la pièce où le roi tenait ses « lits de justice » et dans laquelle avaient lieu les réceptions. Les repas étaient servis sur la table de marbre noir (dont il reste un vestige à la Conciergerie). C’était une salle immense supportée par une file de piliers qui la séparait en deux nefs couvertes de berceaux lambrissés. Murs et piliers étaient ornés de statues représentant chacun des rois de France depuis Pharamond jusqu'à Philippe IV Le Bel, contemporain de ces travaux. Cette salle est exceptionnelle (le plus grand vestige de salle civile gothique d’Europe) : longue de 64 mètres, large de 27,5 mètres et haute de 8,5 mètres à la clé, elle fut édifiée en 1302 et 1313 par Enguerrand de Marigny. La Salle des Gens d'Armes aménagée sous la Grand-Salle servait de réfectoire au très nombreux personnel (environ 2 000 personnes) employé au service du roi. À l'est également, la façade donnant sur la rue de la Barillerie, absorbée depuis par le boulevard du Palais, fut également remodelée et complétée. En 1298, la nouvelle enceinte était construite : c'est donc de cette époque que datent les deux portes d'entrée fortifiées ouvertes sur le front oriental du palais, placées au droit de deux voies d'antique origine, traversant l'île vers la cathédrale.
Au nord-est, la grande porte encadrée par deux échauguettes se situait en face de la rue de la Vieille-Draperie, et au sud-est, la porte Saint-Michel, flanquée de deux tours, donnait sur la rue de la Barillerie.
À l'est enfin, Philippe IV le Bel transforma l'aspect de l'entrée officielle du palais qui se trouvait dans le long corps de bâtiment rectangulaire et peu profond appelé la Galerie des Merciers (on appelait Galerie mercière le premier étage) : créée sous le règne de Saint Louis, cette longue aile servait à relier la Sainte-Chapelle et le reste du palais. L'escalier monumental était appelé au XVIIIe siècle Grands Degrés et au XVIIe siècle, Perron du Beau Roi Philippe. Le retable du Parlement de Paris par André d'Ypres, vers 1450, présente le Grand Perron avec son trumeau sur lequel était représenté le roi Philippe IV, son fils étant à sa droite, et Enguerrand de Marigny, probablement à sa gauche.
À l’ouest (en direction de l’actuelle pointe du Vert-Galant), on dessina des jardins et l'ancien verger qui jouxtait la Chambre du Roi sous Saint Louis fut agrandi vers le nord après démolition de deux lignes de rempart pour former un nouvel espace assurant la jonction entre la Grand-Chambre et la Salle sur l'eau : ce genre de cloître appelé le Grand Préau était caractérisé par ses arcades brisées et moulurées, portées par des colonnes à chapiteaux ornés de motifs végétaux. À l'ouest également, le roi fit agrandir ses appartements par l'adjonction d'une aile sur le revers oriental du Logis, dont il modifia la forme des baies.
Au nord, les comptes de 1302 à 1305 et de 1307 font état de la construction d'une série de « Chambres sur l'eau », rendues nécessaires par la mise en place de nouvelles procédures judiciaires ou administratives : la Grand-Chambre ou Chambre des plaids, la Chambre des enquêtes qui instruisait les affaires, la Chambre des requêtes qui examinait les demandes des justiciables, une chambre spécialisée dans les affaires criminelles. La Grand-Chambre fut réédifiée avec splendeur : elle était réservée au Parlement qui abritait la chambre d'appel des tribunaux royaux et la Chambre de première instance réservée aux pairs de France. Le Parlement enregistrait les actes royaux. La Grand-Chambre fut dotée en 1499 d'un plafond sculpté à clefs pendantes réalisé à l'occasion du mariage de Louis XII et Anne de Bretagne. Au nord encore, le roi fit bâtir une enceinte bordant la Seine et qui renforçait les tours toujours existantes, dites « tour d’Argent » (allusion au trésor royal qui y avait été gardé) et « tour César » (ainsi nommée en souvenir de la présence des Romains et du fait que la tour est bâtie sur des fondations romaines). Il fit construire vers 1310 une Salle des Gardes servant d’antichambre au rez-de-chaussée de la Grand-Salle.
On trouve dans le Roman de Fauvel, manuscrit français 146 de la BnF, un poème sur le palais en 1314 :
Entre deux braz d'une rivière
Siet, qui la batent environ.
Des creniaus en haut remire ou
Le douz païs et la contrée
Qui douce France est appelée ;
.................
Ou palais à quatorze ou douse
Chastelez, que tours que tournelles,
Bateilleresses, fors et beles,
Qui li aïdent au besoing,
Et se voir dire ne resoing,
La est le plus bel oratoire
Dont on peust faire memoire :
Bien le puis appeler chapele,
Car il n'a ou monde si bele
N'ou il ait tant de biax joiax
Qui y pourchaça tiez reliques.

#### JeanII
Jean II le Bon (1350-1364) fit réaliser plusieurs aménagements dans le palais de la Cité. En décembre 1349, juste avant son avènement, alors duc de Normandie, fit procéder à des travaux dans la « Chambre du Palais », peut-être au deuxième étage du Logis du Roi. Au début des années 1350, on commença également à surélever l'aile de la Galerie Mercière, en construisant des galetas à l'est du palais. L'appartement du dauphin se trouvait dans la « Chambre des Galethas » : le futur Charles V y résida entre 1357 et 1358. En 1353, Jean II le Bon fit construire à l’angle nord-est du palais de la Cité le pavillon carré des cuisines qui était destiné au « commun » de l’hôtel du roi. Reliée à la salle des Gens d'Armes, les cuisines étaient un petit bâtiment carré de près de 17 mètres de côté à deux niveaux : à l'étage, une grande cheminée centrale, carrée, était portée par des colonnes ; la salle basse, largement éclairé par deux baies sur chaque face, était subdivisée en quatre travée et quatre cheminée occupaient ses angles Les quatre travées ouest de la salle des Gens d’armes furent isolées du reste de la salle par des grilles et par un mur. Toujours au nord-est, le roi fit édifier entre 1350 et 1353, sur un ancien terrain marécageux, une tour dont le beffroi était dominé par un lanternon et qui devint par la suite la tour de l'Horloge du palais de la Cité. Elle joua un rôle de guet pour la sécurité du palais. Cette tour était de forme carrée, massive, haute de 47 mètres et ses murs étaient épais de près d'un mètre. Au-dessus du soubassement très élevé sur lequel elle reposait, le corps en maçonnerie de la tour formait un léger retrait. Les façades nord et est étaient percées de deux fenêtres, sur deux rangées superposées. Au sommet, un petit pavillon rectangulaire était surmonté d'un clocheton.

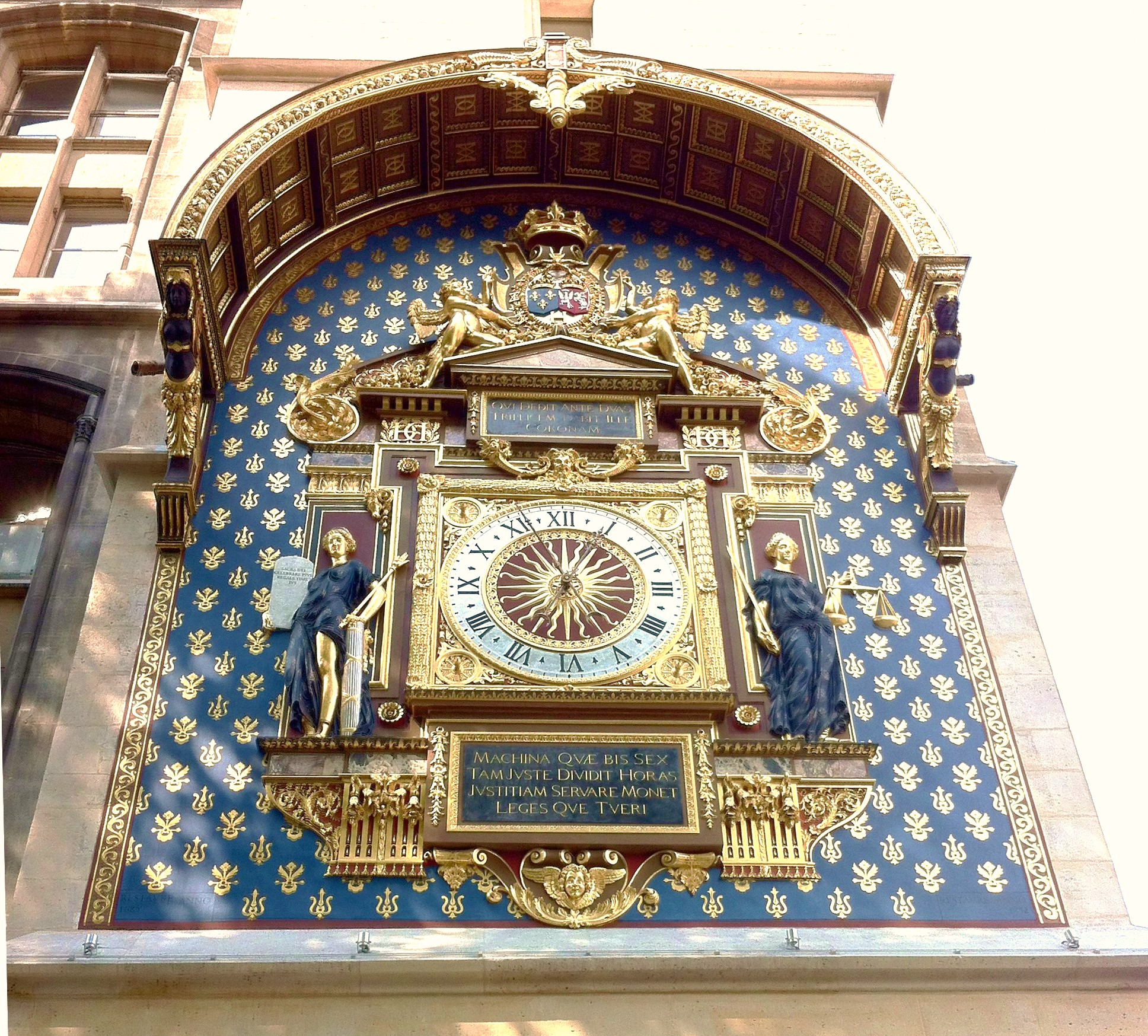
L'horloge du palais de la Cité (photo prise en 2012).

C'est en 1356 qu'apparaît la première mention de la Salle de la Pointe qui occupait la pointe occidentale de l'île de la Cité à l'extrémité des remparts que l'on connaît bien par un inventaire de 1428,. Ce petit bâtiment fut dénommé par la suite « Logis », « Hostel » ou encore « Maison des Étuves du palais ».
À partir de 1354, les comptes ne signalent plus que des travaux d'entretien, notamment en 1357, où l'on modifia la salle sur l'eau. On attribue également à Jean II d'autres aménagements à la Chambre du Parlement ou à la tour de la Librairie.

#### 

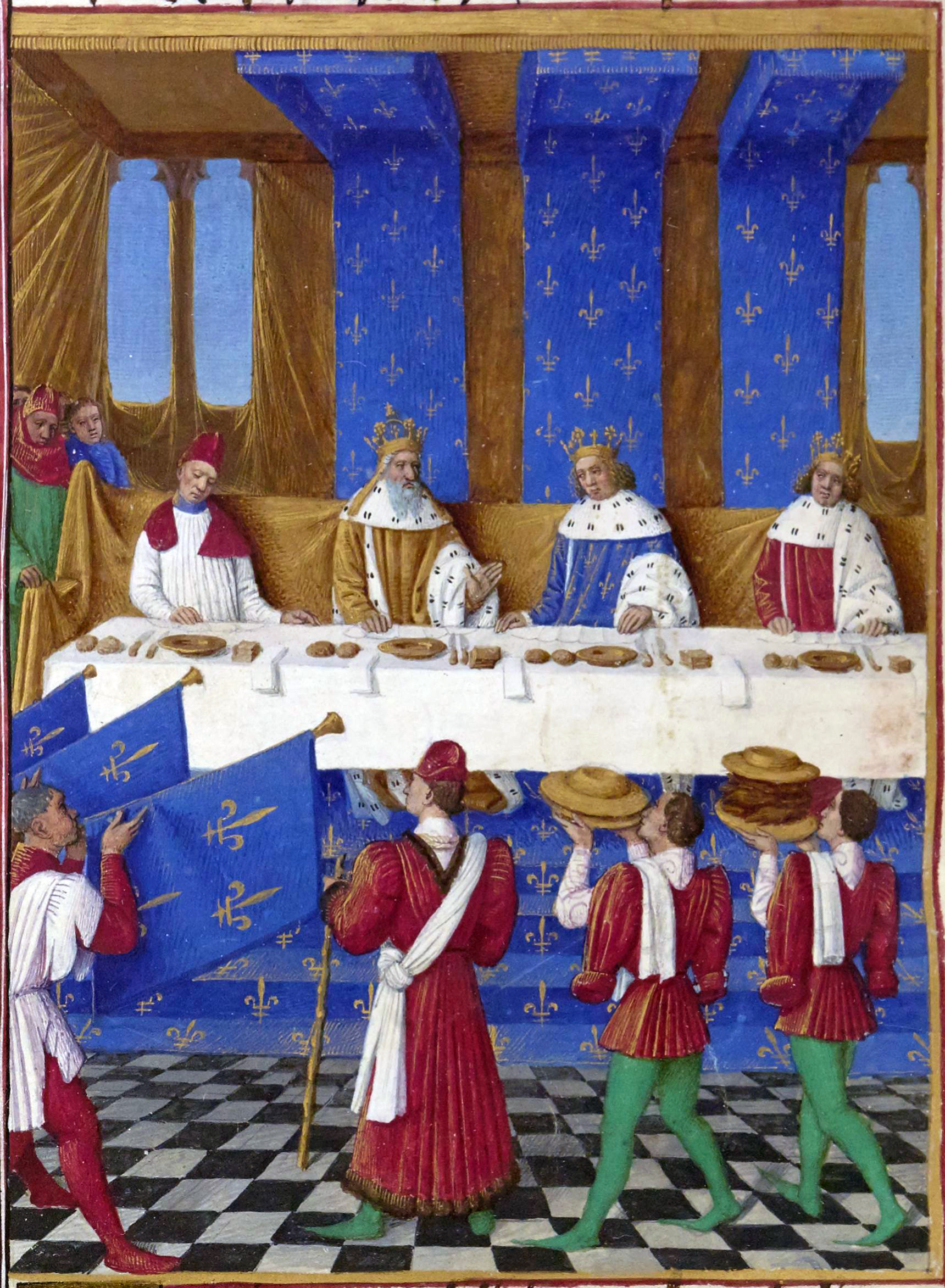
.

#### CharlesV
Le 6 janvier 1378, le roi Charles V le Sage donne un banquet en l'honneur de Charles IV, empereur de Bohême, et de son fils Wenceslas, roi des Romains. Le repas a lieu dans la Grand-Salle du Palais en présence de la cour et d'une foule considérable de dignitaires.
Les événements consécutifs à la capture de Jean II, conduisirent son fils Charles V à quitter le palais dès 1360. La veuve de Jean II s'installa à l'hôtel Saint-Pol et Charles V au Château du Louvre.
Charles V ne se désintéressa cependant pas du palais qu'il utilisa pour célébrer sa souveraineté : le cadre était en effet idéal au déploiement des fastes de la royauté française, notamment pour assurer de grandes réceptions. Ainsi, c'est dans ce palais que le roi reçut avec magnificence l'empereur Charles IV en janvier 1378 qui découvrit la Sainte-Chapelle et la Grand-Salle. Dès lors, cette dernière ne servit plus que pour les banquets royaux et les lits de justice.
Charles V fit réaliser plusieurs travaux pour maintenir et embellir le palais de la Cité. Ainsi, lors de réparations entreprises en 1370, dota la tour nord-est de la première horloge publique à Paris, construite par Henri de Vic, horloger lorrain. En 1371, il dota la tour de l'Horloge du palais de la Cité d'une cloche en argent.
La Garde du palais, devenue résidence honoraire et occasionnelle, fut confiée à un concierge. Le nom de conciergerie s'étendit à l'ensemble des bâtiments gardés par le concierge du palais. Cette dénomination avait une triple signification : logis du concierge, logis du roi et enfin, prison attachée à l'exercice de la juridiction du concierge, mise par la suite au service du parlement.

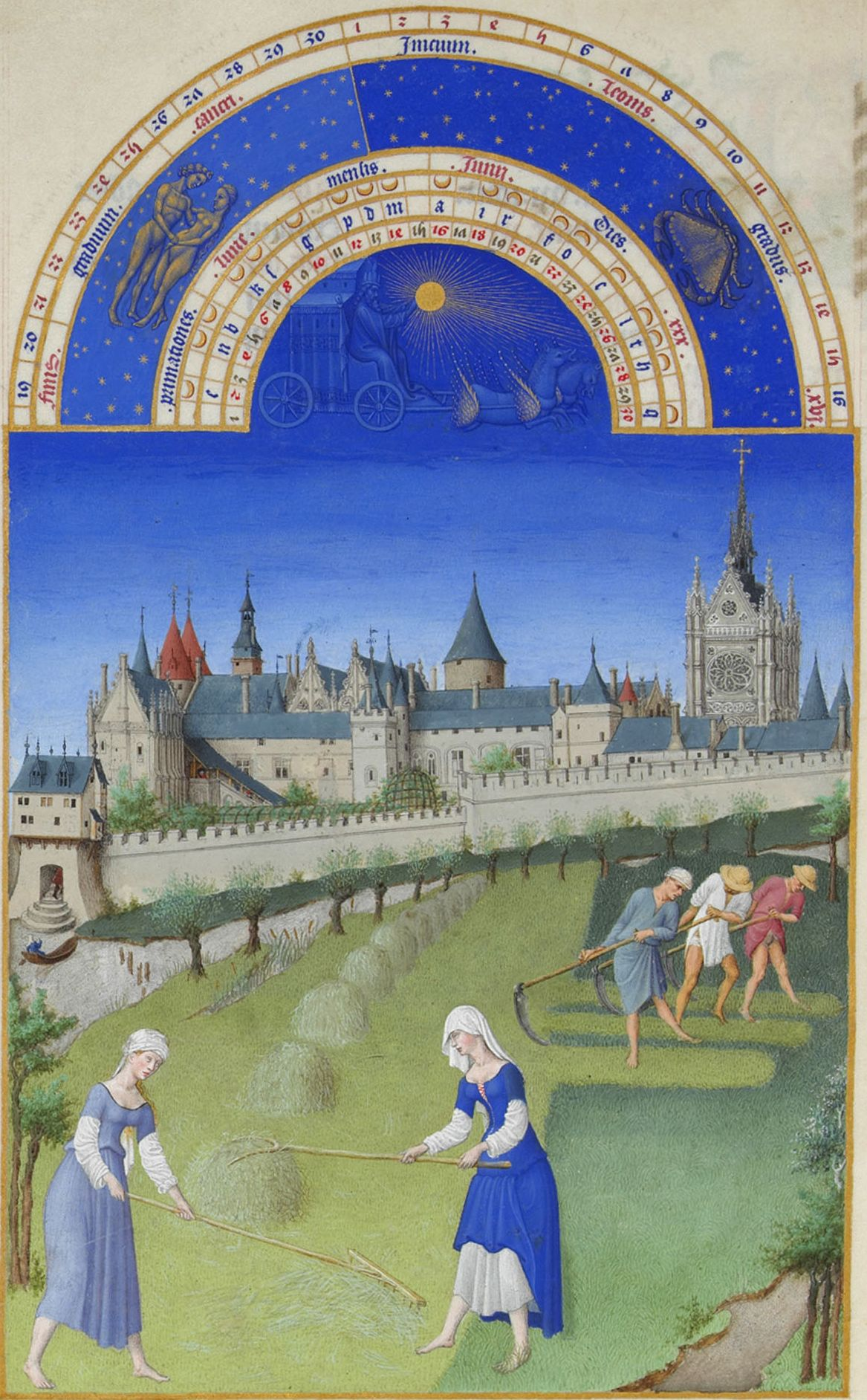
Les Très Riches Heures du duc de Berry, XVe siècle. Folio 6, verso : juin. Derrière la Seine s'étend dans toute sa longueur le palais de la Cité, avec successivement les jardins du roi, la Salle sur l'eau, les trois tours Bonbec, d'Argent et César, puis la tour de l'Horloge. Derrière la galerie Saint-Louis au centre, les deux pignons de la Grande Salle, le Logis du roi et la tour Montgomery. À droite, la Sainte-Chapelle.

#### CharlesVI
Sous Charles VI le Bien-Aimé, différents travaux furent entrepris et le palais abandonné par le roi continua de servir de cadre aux fastes royaux. Ainsi, à partir de 1381, une série de travaux fut dévolue à l'aménagement d'un espace carcéral : le rez-de-chaussée de l'ancien hôtel du roi fut utilisé comme prison. Jusqu'alors, les prisonniers du Parlement étaient gardés au Grand Châtelet et la seule prison existant au palais dépendait de la juridiction du concierge. La conciergerie devint une annexe du Châtelet. Sous la galerie des Merciers devait se trouver le logis du geôlier. Par la travée occidentale de la Grand-Salle basse, on accédait aux geôles aménagées dans la Salle des Gardes. Mais les principaux cachots se trouvaient le long de la berge nord. En 1383, on remplaça également la flèche de la Sainte-Chapelle dont la charpente était pourrie par une nouvelle flèche, due à Robert Fourchier. En 1416, l'empereur Sigismond demanda à visiter le palais : il assista à une messe à la Sainte-Chapelle et à une séance du Parlement. En 1418, la municipalité réclama que l'horloge comportât un cadran extérieur « pour que les habitants de la ville puissent régler leurs affaires de jour comme de nuit ».
Après l'occupation anglaise, le fils de Charles VI, Charles VII rétablit les services de l'administration royale dans le palais de la Cité mais il n'y résida pas, de même que Louis XI.

### Renaissance

#### CharlesVIII
Après que le roi Charles VIII eut affirmé son droit à régner, lors d'un lit de justice tenu solennellement dans la Grand-Chambre en juillet 1484, il fit réaliser des travaux à la Sainte-Chapelle. Il y fit notamment mettre en place une balustrade ornée d'un K, pour Karolus, et modifia de manière significative l'aspect de sa façade occidentale en la dotant d'une rose flamboyante. En 1491, à l'occasion de son mariage avec Anne de Bretagne, Charles VIII avait fait orner d'un plafond à caisson et clefs en pendentif la Grand-Chambre.

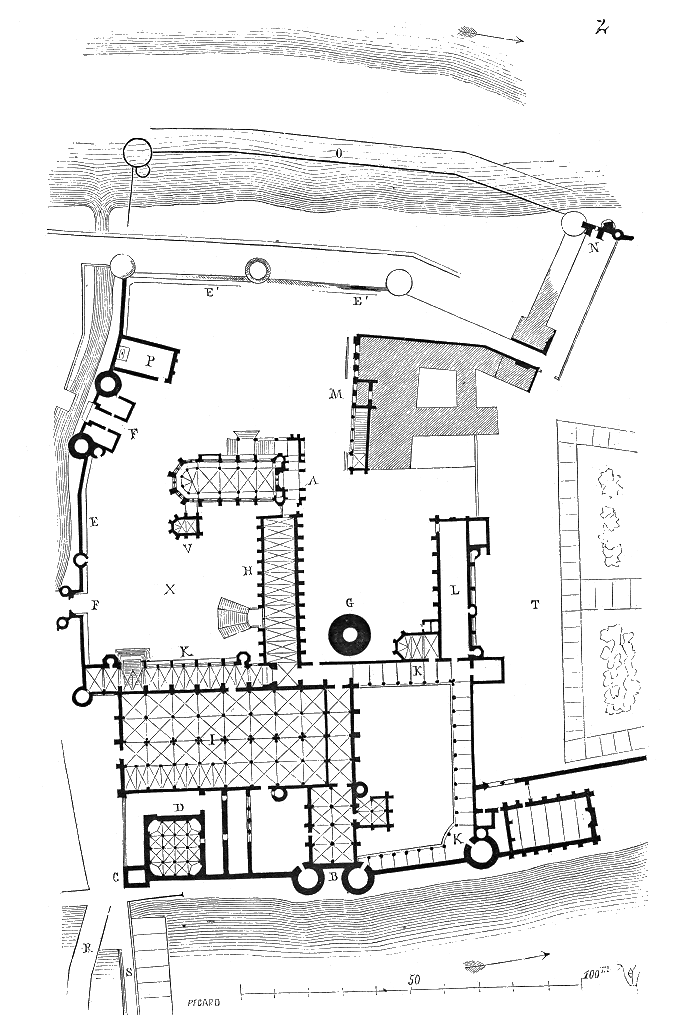
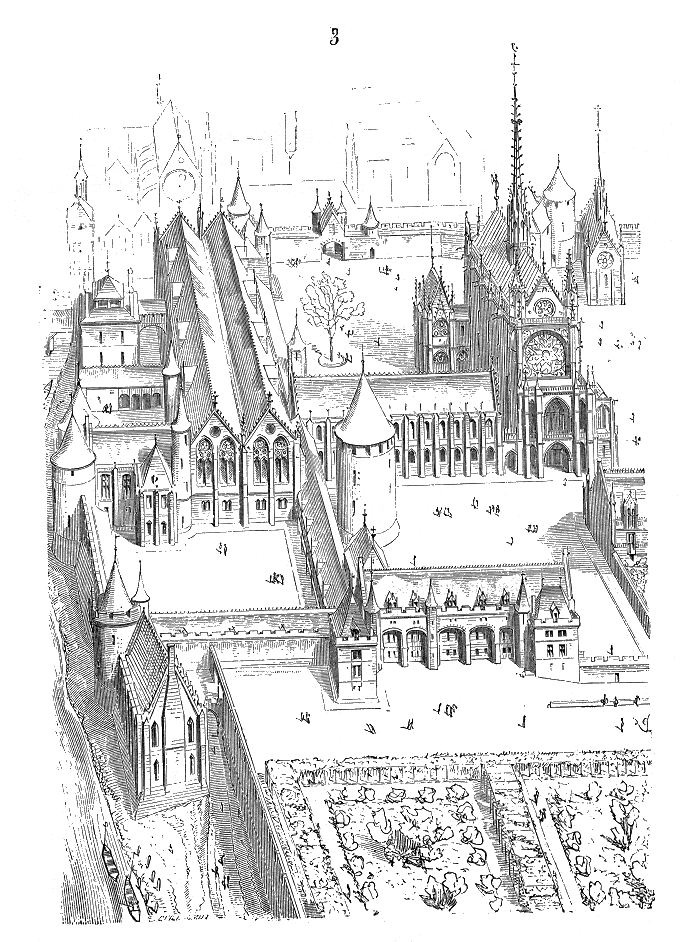

#### LouisXII
Louis XII, successeur de Charles VIII, réalisa plusieurs travaux. Il remania la partie sud de la cour du palais aux abords de la Sainte-Chapelle. Pour magnifier les cérémonies qui s'y déroulaient, il fit édifier un escalier monumental couvert de voûtes rampantes. Les quarante-quatre marches longeaient son flanc méridional et aboutissaient au porche de la chapelle haute. Cet escalier, qui a connu de nombreuses modifications, a subsisté, ruiné, jusqu'au tout début du XIXe siècle. Louis XII fit aussi édifier une nouvelle Chambre des comptes et ne fut achevée que sous Henri II. Célèbre grâce aux gravures d'Israël Silvestre, de Pérelle et bien d'autres artistes, sa façade orientale est bien connue. Élevée à partir de 1504 par l'architecte italien Giovanni Giocondo, elle était ornée de fleur de lys, de dauphins couronnés et de cinq statues placées dans les niches de part et d'autre des fenêtres du premier étage : la Tempérance, la Prudence, Louis XII, la Justice et la Force. Son escalier latéral conduisant au premier étage, vers deux salles d'audience, puis vers le Grand Bureau destiné aux audiences solennelles. Au rez-de-chaussée se tenaient la Chambre de France et celle d'Anjou. La Chambre des Comptes de Louis XII a disparu dans les flammes de l'incendie survenu dans la nuit du 26 au 27 octobre 1737. Louis XII fit également rénover la Grand-Chambre par Fra Giocondo : ses dorures, son plafond sculpté, ses riches tentures fleurdelisées lui valurent l'appellation de Chambre dorée.
Eugène Viollet-le-Duc, Dictionnaire raisonné de l’architecture française du XIe au XVIe siècle, 1864-1868, Figures 2 et 3 de l’article « Palais »

#### Les derniers Valois
François Ier (1494-1547) célébra autour de la table de marbre de la Grand-Salle ses noces avec Éléonore de Habsbourg le 7 juillet 1530. Le frère de celle-ci, Charles Quint, y fut somptueusement reçu le 1er janvier 1540.
Sous le règne d'Henri II (1547-1559), le Parlement continua à s'octroyer un rôle croissant jusque dans la conduite de la politique intérieure et extérieur. En dehors des aménagements liés à l'apparat des séances royales, seuls quelques travaux concernèrent au sud du palais, la rue de Nazareth et la rue de Jérusalem bordant l'ancien quartier des Chanoinoires, reliées entre elles par l'arc de Nazareth.
Henri III (1574-1589) entreprit, à partir de 1578, la réalisation du terre-plein du futur Pont Neuf en réunissant les anciens îlots (île aux vaches, îlot de Gourdaine — l'îlot des Juifs ayant été relié avant 1550) par un apport considérable de remblais. Il fit aussi remblayer la rive sud pour y établir un quai. Ce fut la fin du Jardin du Roi et de l'hôtel du Bailliage construit au sud de ce jardin et occupé depuis le règne de Charles V par le « Concierge du Palais » nommé dès lors bailli.

#### Les Bourbon
Avec le règne d'Henri IV commença une période d'intense urbanisation aux abords du palais médiéval. Le roi concéda en 1607 au premier président du Parlement, Achille de Harlay les terrains situés à la pointe de l'île, à charge d'y bâtir des maisons : ceci aboutit à la création entre 1607 et 1620 de la place Dauphine. La rue de Harlay, percée entre l'aile orientale de la place et le jardin du bailliage, fut aménagée dans la foulée, à la suite d'expropriations faites en 1608.
Louis XIII poursuivit l'œuvre de son père en créant les premiers véritables quais de pierre de l'île de la Cité. Le remblaiement du quai nord se fit aux dépens du rez-de-chaussée de la Conciergerie, qui fut encavé de plusieurs mètres en 1611. L'incendie de la nuit du 6 au 7 mars 1618 détruisit l'étage de la Grand-Salle et fit de grands dommages dans le reste du palais. Louis XIII finança la reconstruction de la partie haute de la Grand-Salle par la vente de terrains situés au long des fossés de Saint-Germain-des-Prés. Confiée à Salomon et Paul de Brosse, elle ne fut achevée qu'en 1622. Les deux architectes conservèrent le plan à deux vaisseaux mais le transposèrent en style classique. Les travaux durèrent jusqu'en 1638. À la suite d'un second incendie en 1630, il fallut également reconstruire la flèche de la Sainte-Chapelle. Par lettres patentes du 14 février 1640, le roi fit transformer la Galerie Mercière et édifier au sud de la Grand-Salle, la Galerie Dauphine.
Sous le règne de Louis XIV (1643-1715), le palais connut divers travaux dont la reconstruction de la Première Chambre des requêtes, du Parquet, du Greffe. Par ailleurs, des agrandissements furent entrepris vers l'ouest. En 1671, Guillaume de Lamoignon, premier président du Parlement de Paris, établit un projet d'agrandissement du palais. Le jardin de l'hôtel du bailliage, dit aussi jardin du roi, est cédé le 23 février 1671 afin d'y faire construire les nouveaux bâtiments. La cour Lamoignon et la cour Harlay sont alors créées, rendant possible d'entrer dans le palais par l'ouest en venant du Pont-Neuf. En 1686, un bâtiment neuf fut élevé par Libéral Bruant pour la cour des Monnaies. Les crues de la Seine lors de l'hiver 1689-1690 détruisirent les vitraux de la chapelle basse de la Sainte-Chapelle.
En 1737, sous le règne de Louis XV (1715-1774), le palais connut un troisième incendie qui détruisit la Chambre des Comptes. Jacques V Gabriel construisit alors à la place un ensemble classique. Commencés en 1738, les travaux furent achevés deux ans plus tard. Cette nouvelle Chambre des Comptes est connue par des photographies prises après l'incendie de 1871.
Un quatrième incendie eut lieu au début du règne de Louis XVI (1774-1792), dans la nuit du 10 au 11 janvier 1776. Le chantier de reconstruction va susciter des rivalités entre architectes, ainsi qu'entre autorités de tutelle (Contrôle général des Finances et Bâtiments du Roi). C'est d'abord l'architecte du Palais, Joseph-Abel Couture, qui est désigné. Il est remplacé en 1779 par Pierre-Louis Moreau-Desproux et Pierre Desmaisons. Le premier abandonne en 1781 et Desmaisons se retrouve seul aux commandes. Il doit affronter les entrepreneurs et l'Académie royale d'Architecture dont il est pourtant membre. On lui adjoint en 1782 Jacques Gondouin, puis l'année suivante Denis Antoine qui l'aidera à terminer le chantier. Il s'agit de faire table rase des constructions orientales et de remplacer l'ancienne cour dissymétrique par une cour d'honneur néoclassique imposante, dont l'homogénéité allait masquer l'identité primitive du lieu et ses édifices les plus remarquables : la Sainte-Chapelle et l'ancienne Grand-Salle devenue Salle des Pas-Perdus. Les nouvelles façades néoclassiques de la Galerie Mercière (avec son ordre colossal corinthien, son dôme carré et son escalier monumental) et de la Galerie Dauphine furent alors aménagées. Le porche avec sa colonnade remplace les simples pilastres du projet Couture. Il avait été voulu par Desmaisons pour contrebalancer la poussée des voûtes de la Galerie Mercière, objet de toutes les inquiétudes lors du chantier de reconstruction. En 1778, la Grosse Tour avait été démolie par Couture ; il avait aussi projeté de démolir les quatre tours du quai de l'Horloge mais Desmaisons s'y est opposé, sauvant ainsi ces restes du palais royal. Les travaux furent financés par un impôt spécial financé par les Parisiens. La démolition de l'enceinte orientale commença en 1781 et fut suivie en 1783 de celle du Trésor des Chartes. En 1785, Desmaisons et Antoine entamèrent la construction d'une nouvelle aile est-ouest, dite « galerie de la Sainte-Chapelle », bordant cette dernière sur son flanc nord. La Galerie Dauphine fut modifiée pour border la totalité de la Salle des Pas-Perdus. La nouvelle cour d'honneur du palais fut fermée en 1787 par une grille en fer forgé et doré, œuvre de Bigonnet sur un dessin de Desmaisons. On doit encore à ce dernier la construction d'une chapelle dans la Conciergerie, dite depuis chapelle des Girondins, pour remplacer l'oratoire détruit dans l'incendie.

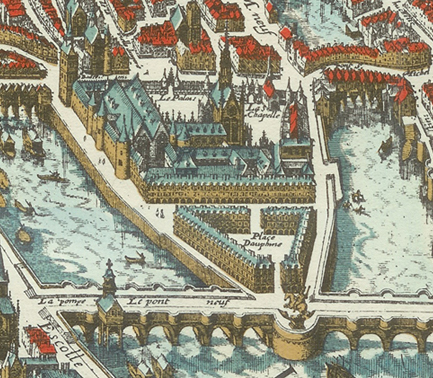
Plan de Mérian, 1615 (détail).
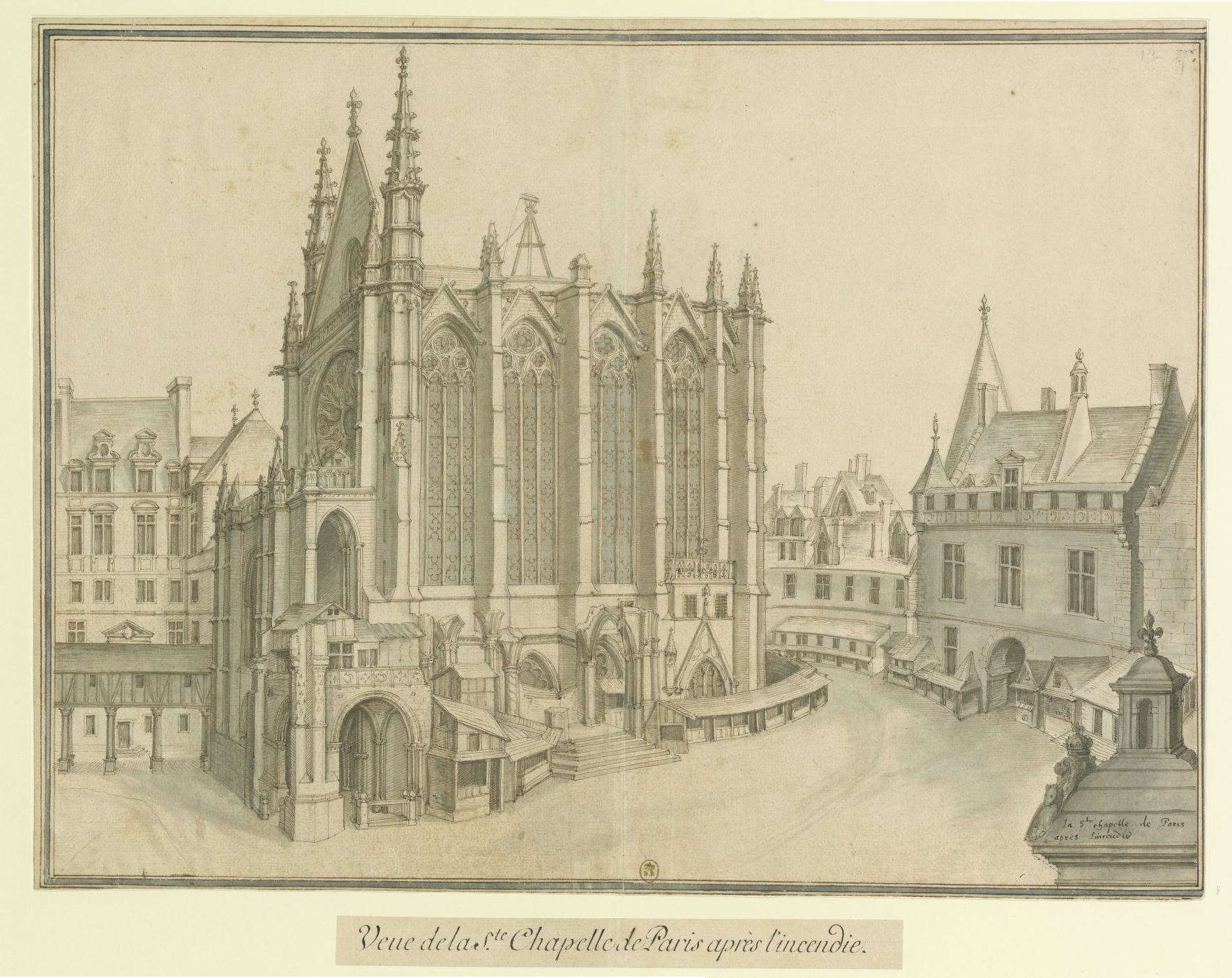
Étienne Martellange, Sainte Chapelle de Paris après l'incendie, 1630.
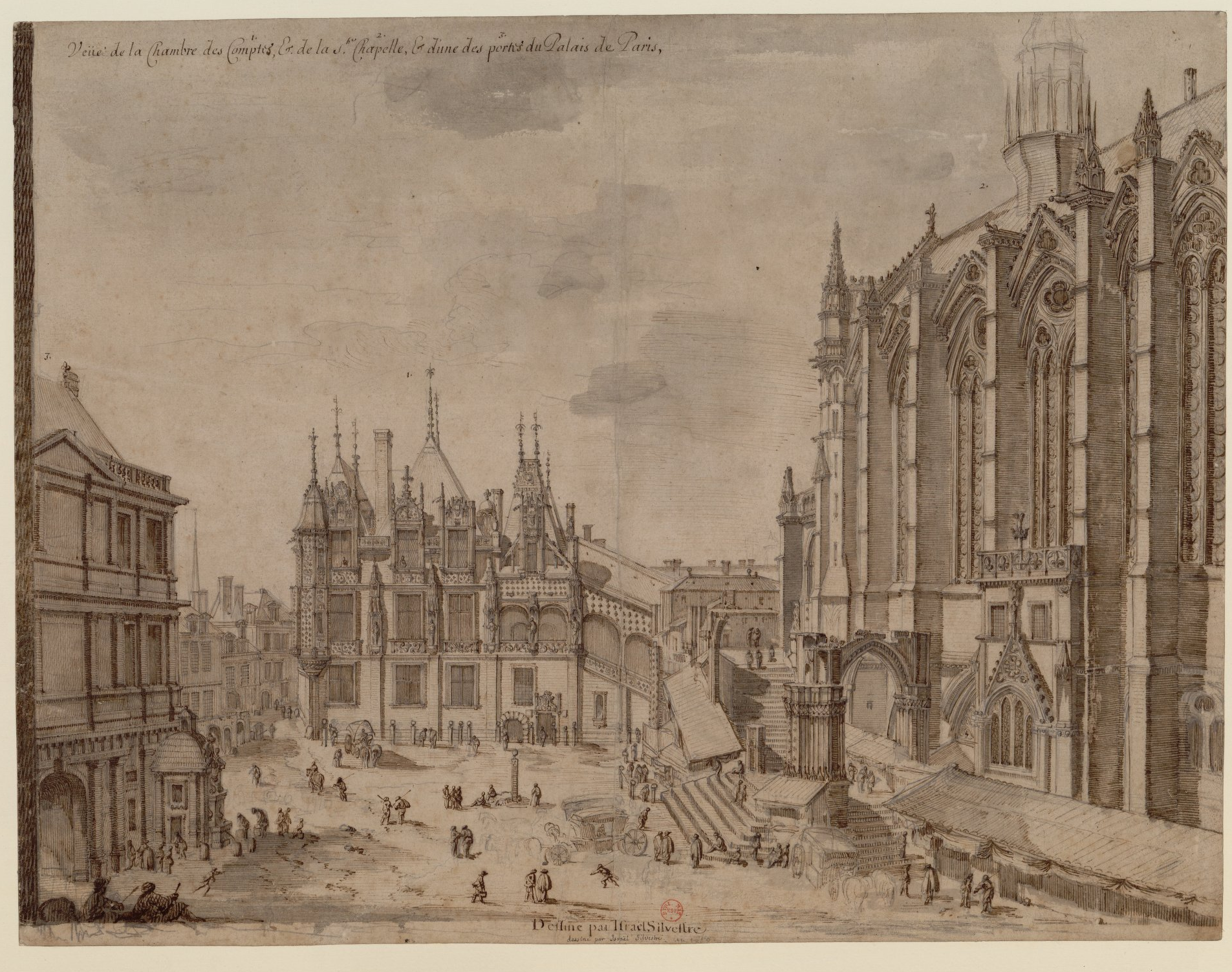
Israël Silvestre, Chambre des comptes, Sainte Chapelle, et une des portes du Palais, XVIIe siècle.
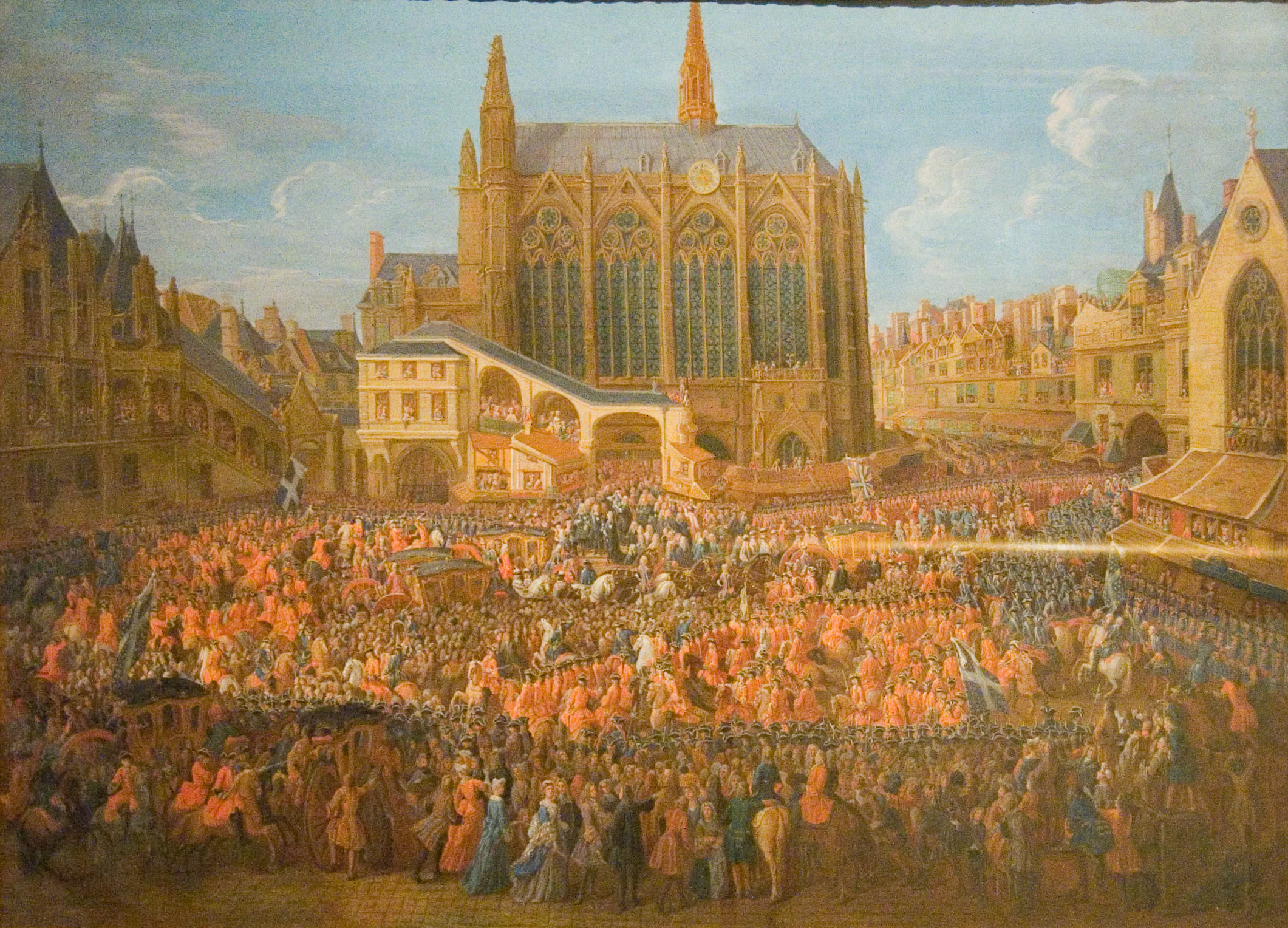
Pierre-Denis Martin, Louis XV sortant du lit de justice tenu au parlement le 12 septembre 1715.
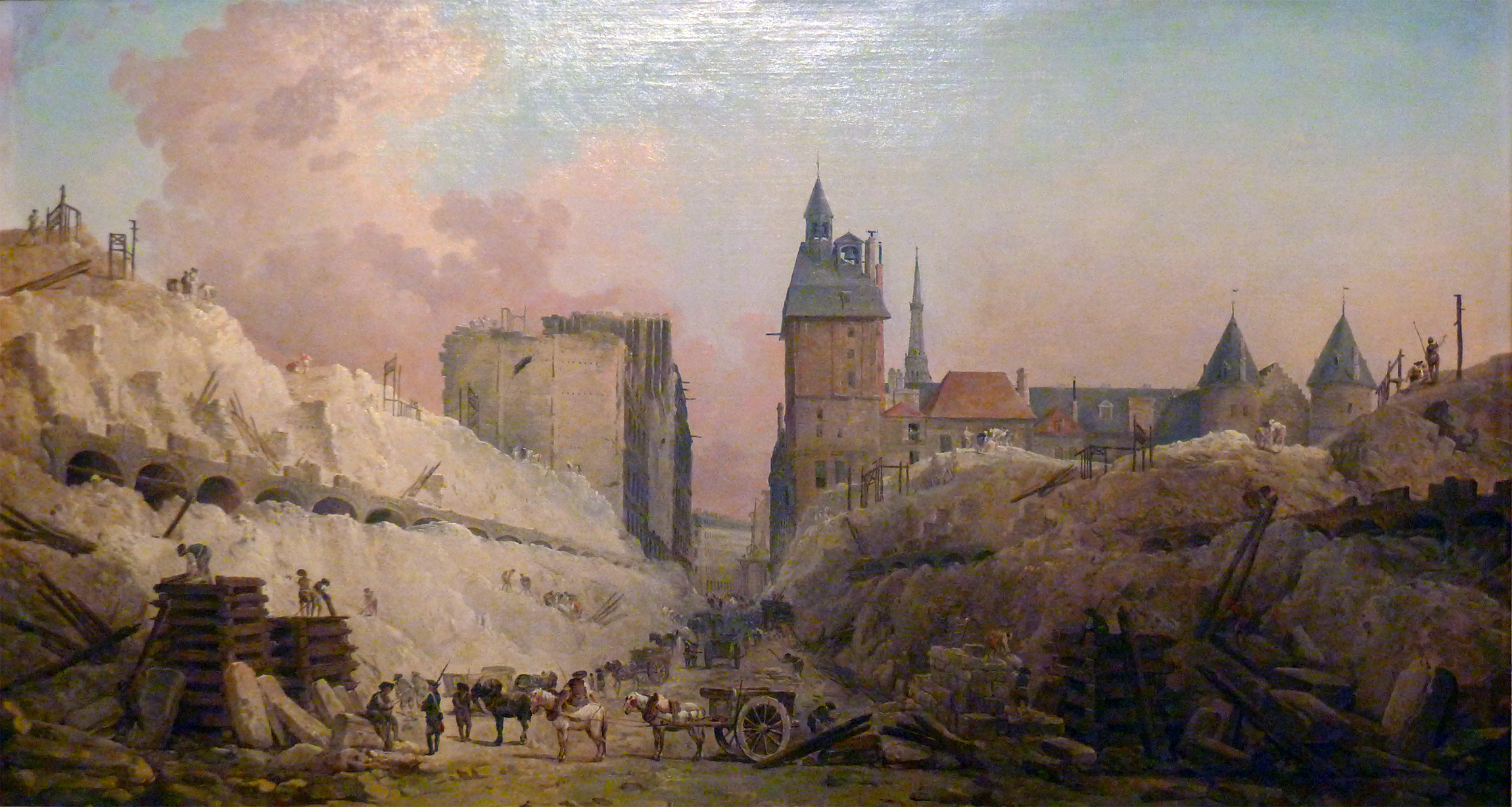
Hubert Robert, La démolition des maisons du Pont-au-Change, en 1788, 1788.
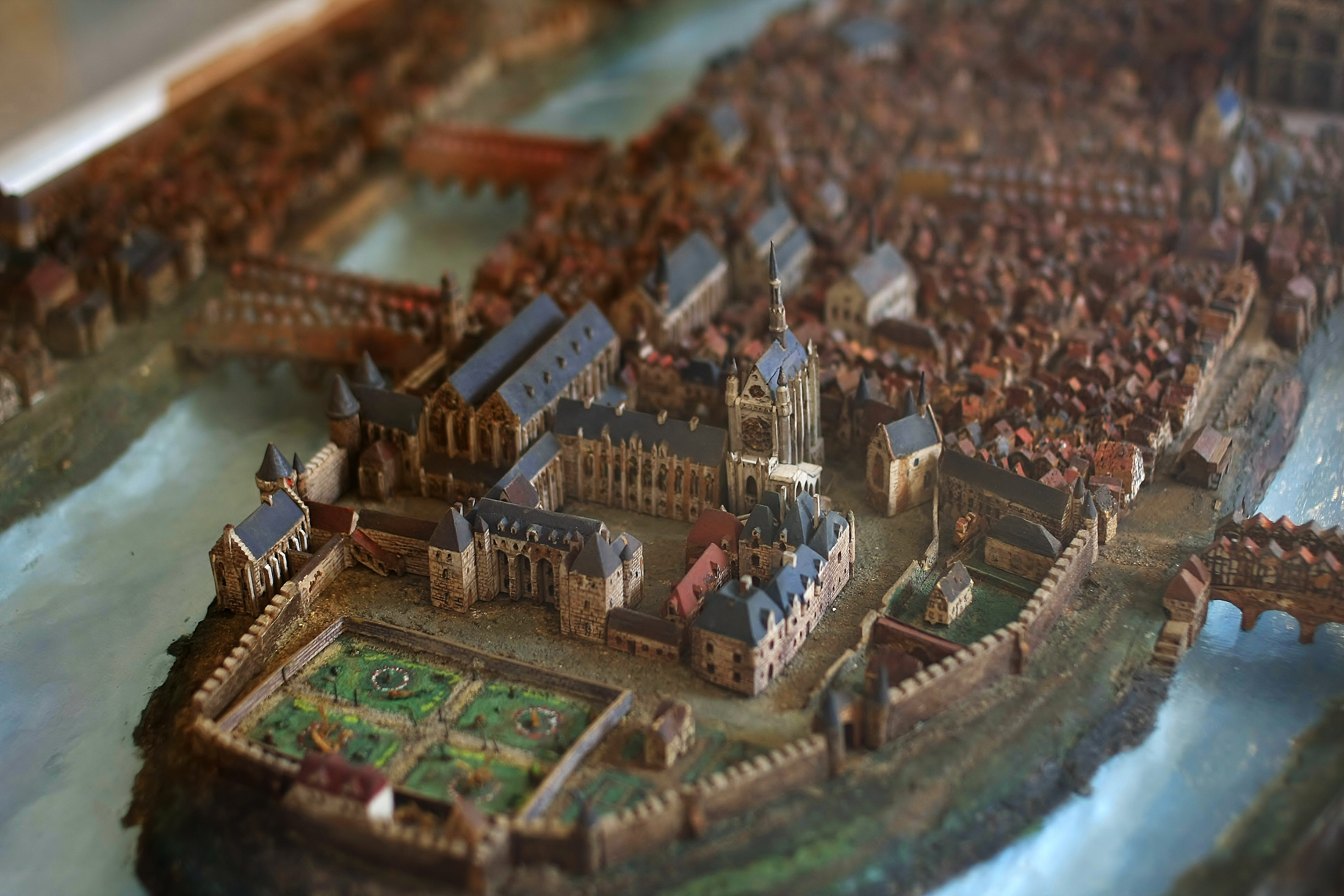
Maquette de Paris vers la fin du XVIe siècle, sur laquelle manque la « Grosse Tour » de Louis VI.

### Révolution

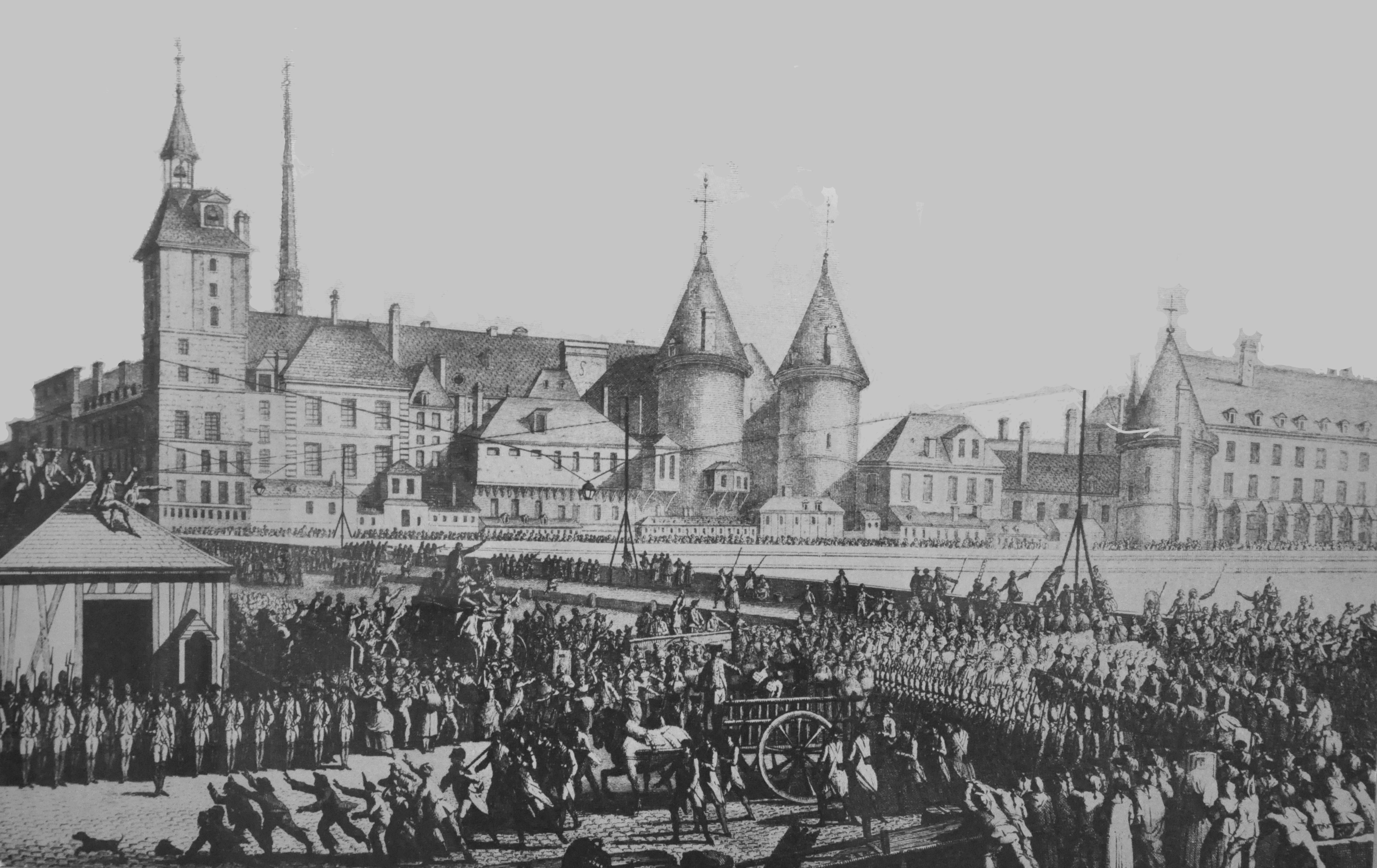
.

En 1789, le palais de la Cité abritait les principales institutions du royaume de France dont la Chambre des Comptes, la Cour des Monnaies, la Cour des Aides et surtout le Parlement de Paris. Dès le mois de novembre, l'activité de ce dernier fut interrompue et six tribunaux de district le remplacèrent en partie dont un seul fut hébergé par le palais de la Cité. Mais le palais resta le cœur du pouvoir judiciaire : il abrita en 1791 le Tribunal de Cassation, établi dans la Grand-Chambre, le Tribunal criminel de Paris y fut également installé de même que les départements de la Police, des Domaines, des Finances et des Contributions.
Entre le 10 août 1792, date de la prise des Tuileries et le 21 septembre, qui vit la proclamation de la République, Paris, aux mains de la Commune, vécut une période d'insurrection accompagnée de massacres qui s'amplifièrent sous la Terreur. Étroitement lié à l'histoire du palais, le Tribunal révolutionnaire a été créé le 17 août 1792 : rapidement supprimé par la Convention, il fut rétabli en mars 1793. Le 6 avril 1793, le Tribunal révolutionnaire s’installa au premier étage, dans l’ancienne grande-chambre du parlement de Paris rebaptisée salle de la Liberté et une seconde salle, dite de l'Égalité, fut établie dans l'ancienne salle Saint-Louis. L’accusateur public du tribunal, Fouquier-Tinville, avait aménagé ses bureaux au même étage, entre les tours de César et d’Argent (non loin se trouvent aussi ses appartements). De 1793 à 1794, plus de 2 700 personnes comparaissent devant lui, dont Marie-Antoinette et Robespierre. Dès lors, tous les prisonniers qui étaient détenus dans les différentes prisons de Paris, ainsi que dans certaines prisons de province, et qui devaient comparaître devant le tribunal, furent progressivement transférés à la Conciergerie. Déjà réputée comme la plus dure des prisons, pendant la Terreur, les cellules de la Conciergerie accueillent plusieurs centaines de prisonniers, où les conditions de détention sont aggravées par l'insalubrité et la promiscuité.
Le nombre de condamnation des « ennemis du peuple » ne cessa de croître jusqu'à la chute de Robespierre, surtout après le vote de la loi des suspects du 17 septembre, qui ordonne l'arrestation de tous les ennemis de la Révolution, avoués ou présumés. Les procès collectifs remplacent les procès individuels des grandes figures de l'époque. En 1794, témoins et défenseurs sont supprimés et chaque jour, plusieurs dizaines de personnes sont guillotinées. Arrêté le 9 thermidor an II (27 juillet 1794), Robespierre fut condamné à mort le lendemain par le Tribunal révolutionnaire. Le 12 prairial an III (31 mai 1795), la Convention supprima le Tribunal révolutionnaire et le Tribunal de Cassation retrouva le palais de la Cité. Au fil des réformes consulaires puis impériales, l'administration judiciaire prit possession du palais, qui devint alors le palais de justice de Paris.

#### «L’antichambre de la guillotine»

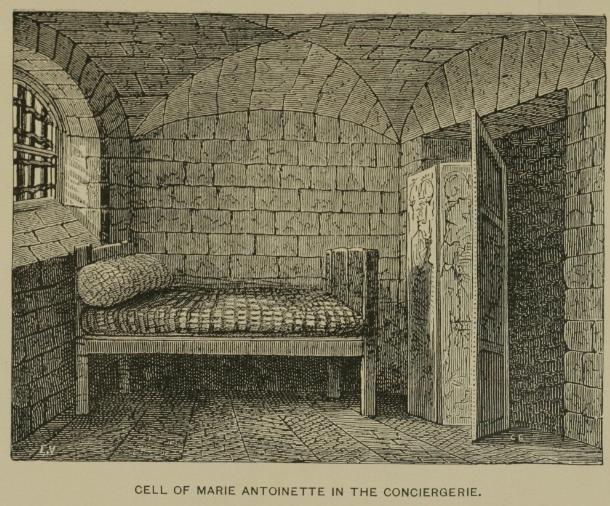
.

Les détenus qui avaient comparu devant le Tribunal révolutionnaire qui siégeait au Palais de justice attenant et avaient été condamnés à mort n’étaient pas ramenés dans leur cachot. Ils étaient immédiatement séparés des autres prisonniers et conduits, pour les hommes dans l’arrière-greffe, pour les femmes dans de petites cellules situées dans le couloir central. Dès que le bourreau et ses aides arrivaient, tous étaient regroupés dans le vestibule baptisé salle de la toilette pour y être dépouillés de leurs effets personnels, tondus et attachés. Encadrés par des gendarmes, les condamnés — parfois plusieurs dizaines — traversaient la salle du guichet et gagnaient la cour du Mai, donnant sur la rue de la Barillerie (qui se trouvait à l’emplacement de l’actuel boulevard du Palais). C’est là que les détenus attendaient les charrettes qui devaient les conduire à la guillotine. En tout, 2 780 détenus ont été guillotinés à Paris.

#### Détenus célèbres

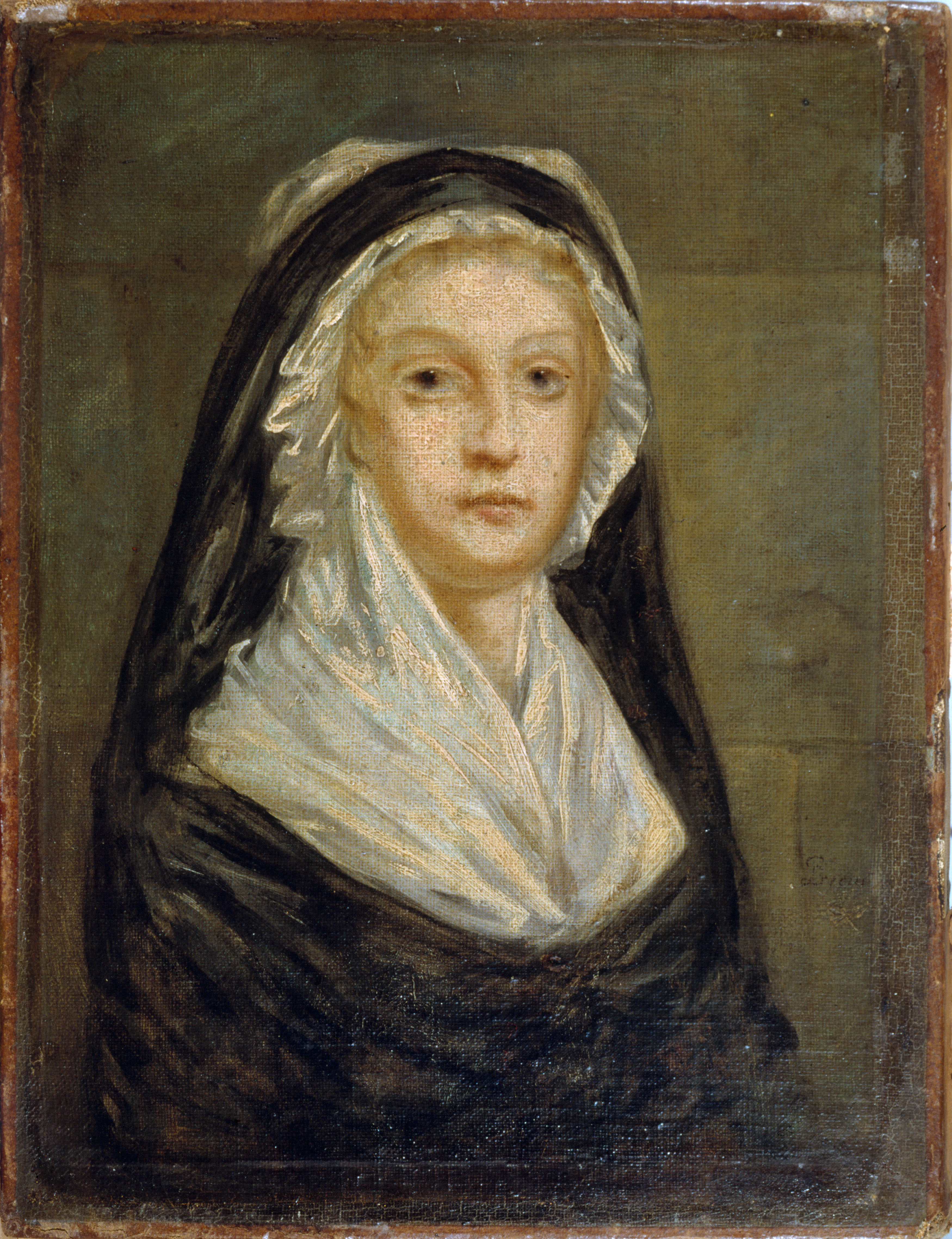
Portrait de Marie-Antoinette réalisé à la Conciergerie quelques jours avant son exécution.

Il passe à la Conciergerie, durant la Terreur, 2 768 personnes suspectées d'actes anti-révolutionnaires, parmi lesquelles :
- Marie-Antoinette d'Autriche
- Jean Sylvain Bailly
- La comtesse du Barry
- Charlotte Corday
- Georges Jacques Danton
- les Carmélites de Compiègne
- Élisabeth de France
- Anne-Louise de Sérilly
- Francisco de Miranda
- Les Girondins
- Jacques-René Hébert
- Antoine Lavoisier
- Chrétien Guillaume de Lamoignon de Malesherbes
- Philippe d’Orléans
- Maximilien de Robespierre
- Manon Roland
- Antoine Jullien
- Olympe de Gouges

### La construction du Palais de justice
Sous le Premier Empire, la Sainte-Chapelle fut transformée en dépôt annexe des Archives nationales et elle conserva cette affectation jusqu'en 1837. La prison de la Conciergerie fut réorganisée. L'architecte Beaumont en réalisa à partir de 1807 un premier plan, puis des relevés systématiques furent effectués en 1810 et 1811 par Antoine-Marie Peyre, nommé architecte du palais de justice. Il entreprit la surélévation de la Salle Saint-Louis pour y établir la Cour de Cassation, puis il fit refaire dans un style « quasi-égyptien » l'escalier Louis XII de la Sainte-Chapelle.
Sous la Restauration, à la demande de Louis XVIII, fut édifiée une chapelle expiatoire à l'emplacement du cachot de la reine Marie-Antoinette. La restauration des voûtes de la Grand-Salle basse entreprise sous l'Empire fut achevée en 1819 et entraîna son dégagement, car elle était remplie de déblais et obstruée. En 1817, il fut procédé à la scission des lieux dévolus à la justice et à l'incarcération : l'entrée de la prison se fit au niveau du quai de l'Horloge et non plus par la cour du Mai. La façade septentrionale du palais entre la tour de l'Horloge et la Tour Bonbec dans un style médiéval.
Sous la monarchie de Juillet, Guy de Gisors refit entre 1833 et 1835 la Galerie Saint-Louis en néogothique où il mit en œuvre les premières théories sur la restitution de la polychromie médiévale. Parallèlement, entre 1835 et 1840, Jean-Nicolas Huyot, l'architecte du palais conduisit avec une équipe d'architectes une série de réflexions ambitieuses sur l'agrandissement du palais après le refus du projet de Gisors. Ils prévirent entre autres la suppression de la place Dauphine, la transformation du palais selon un principe de symétrie nécessitant, la création de deux tours et d'une grande salle au sud, la suppression de la Tour Bonbec et la création de tours carrées aux angles ainsi qu'une nouvelle répartition des activités liées à l'exercice de la justice au sein du palais rénové. Le palais de justice devait être régularisé et structuré par deux grandes galeries prolongeant les deux ailes en retour sur la cour de Mai. Le quai des Orfèvres devait être transformé en une promenade créant une grande perspective jusqu'à Notre-Dame de Paris. Le 18 août 1836, le projet d'agrandissement et d'isolement du palais de justice fit l'objet d'un arrêté de déclaration d'utilité publique. Le 15 août 1840, après le décès de Jean-Nicolas Huyot, le préfet de la Seine, Rambuteau, nomma Joseph-Louis Duc et Honoré Daumet architectes du palais. En 1847, un nouveau projet fut adopté, sensiblement différent du précédent, le changement le plus important étant un basculement de l'entrée principale de l'est vers l'ouest, avec la création d'une nouvelle façade dotée d'un escalier monumental.
Sous le Second Empire, ce projet fut en grande partie mené à bien parallèlement aux travaux de restaurations de la Sainte-Chapelle et des bâtiments médiévaux de la Conciergerie. La façade des six Chambres civiles du Tribunal de Première Instance, au Nord-Est du Palais, le long du quai de l'Horloge fut poursuivie en style néogothique de même que la façade à l'est de la Salle des Pas-Perdus. Le palais fut agrandi au nord-ouest et du côté du quai des Orfèvres. Notamment, la construction des bâtiments de la Cour de cassation commença en 1856. C'est également durant cette période que l'ancien Logis du Roi fut détruit.
Dans les derniers jours de la Commune, pendant la Semaine sanglante, le palais de justice, à peine achevé, est incendié, comme d'autres monuments parisiens, le 24 mai 1871, obligeant Duc et Daumet à reprendre nombre de travaux (Joseph-Louis Duc décédera en 1879) : la salle des Pas-Perdus et la Grand-Chambre furent totalement consumées. Sous la Troisième République, les travaux ont en particulier porté sur une révision de l'organisation des parties centrales et sud-ouest du palais ; ils s'achevèrent en 1914. En 1874, le côté est de la place Dauphine fut démoli pour mettre en valeur l'ordonnance néo-grecque de la façade de Harlay. En 1881, la Cour de cassation fut terminée. Le projet de couvrir le côté méridional de l'île de la Cité d'une façade monumentale, de restructurer les Chambres correctionnelles et d'agrandir le palais fut confié à Albert Tournaire : on expropria les habitants de l'ancien quartier des chanoines en 1904, afin d'y édifier les locaux de Tribunal de grande instance de Paris. Les travaux commencé en 1907 furent achevés en 1914, peu de temps après que la crue de la Seine de 1910 ait inondé le palais.
À la suite de ces travaux, le palais n'a fait l'objet que de réaménagements intérieurs et il perdit définitivement sa fonction de prison en 1934,.

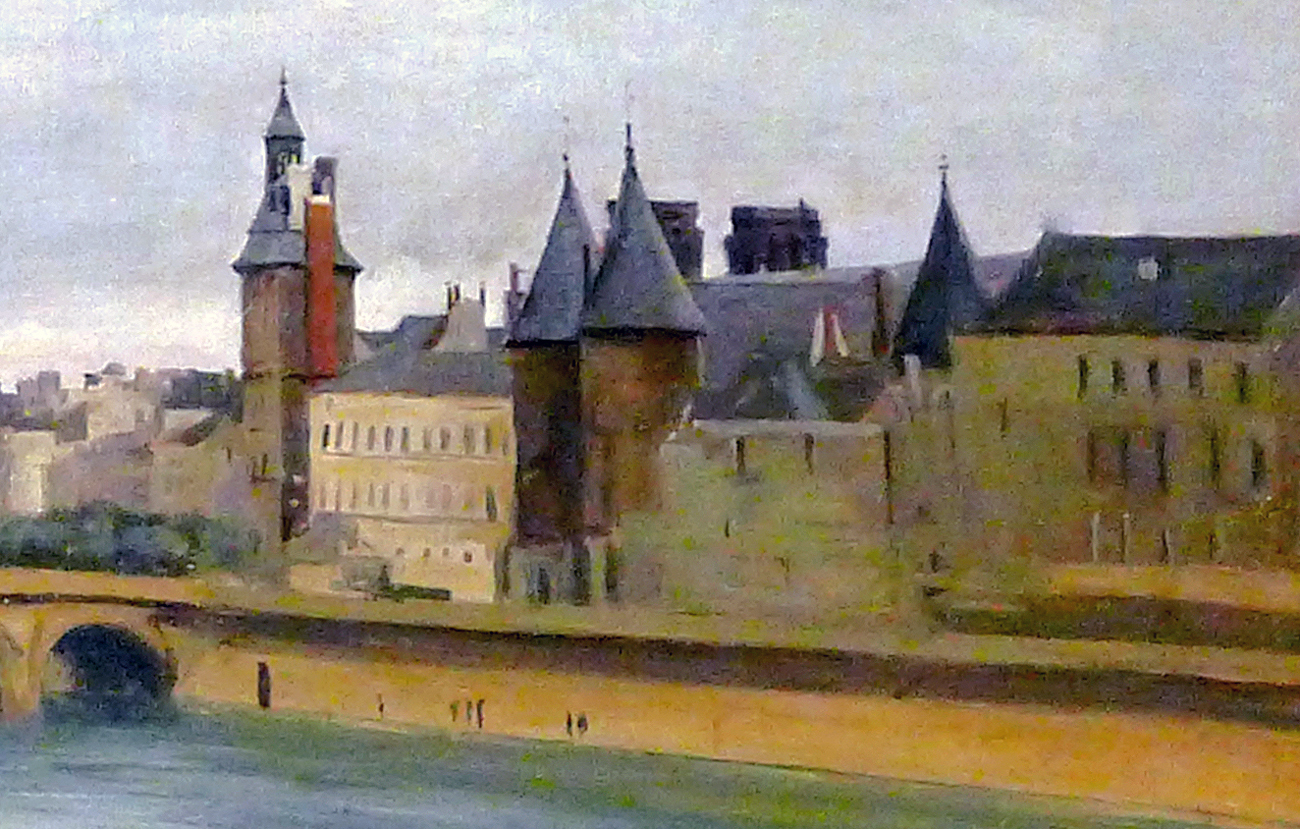
(détail).
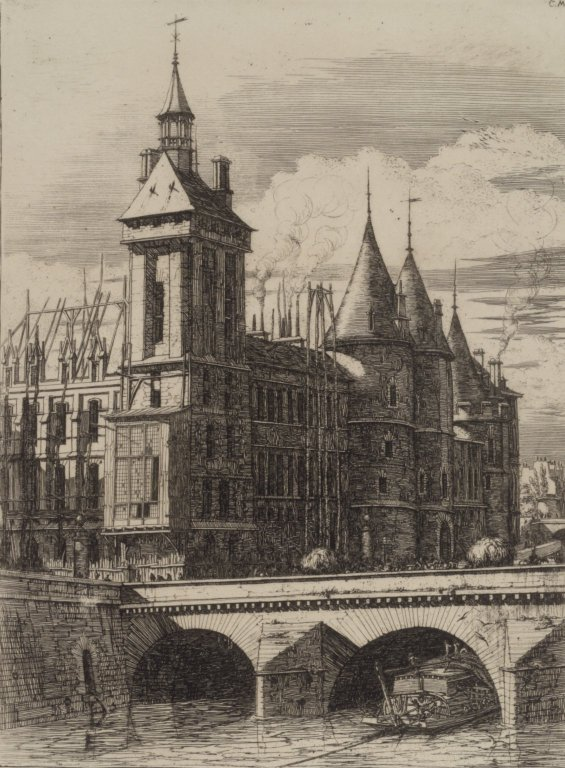
.
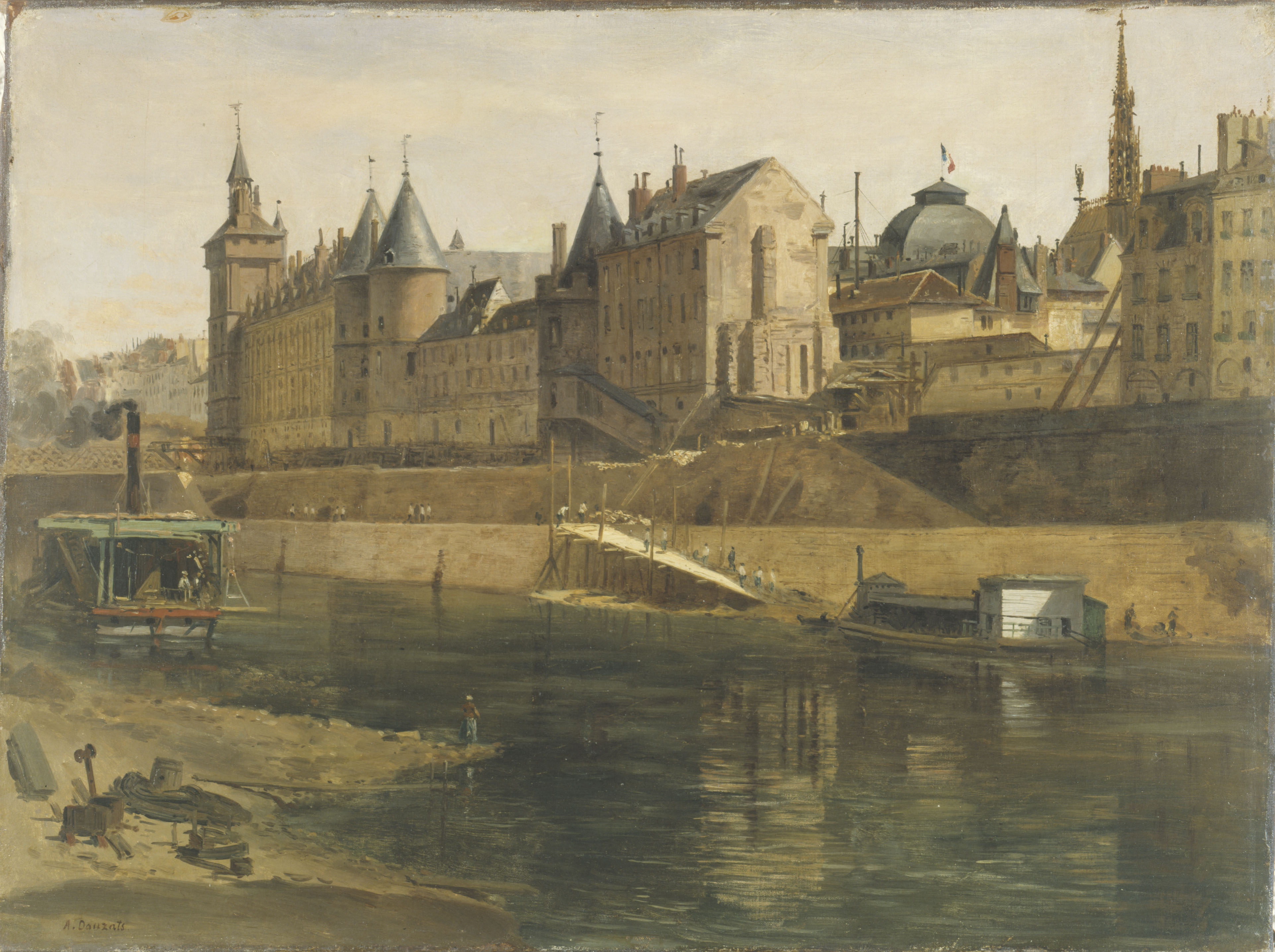
.
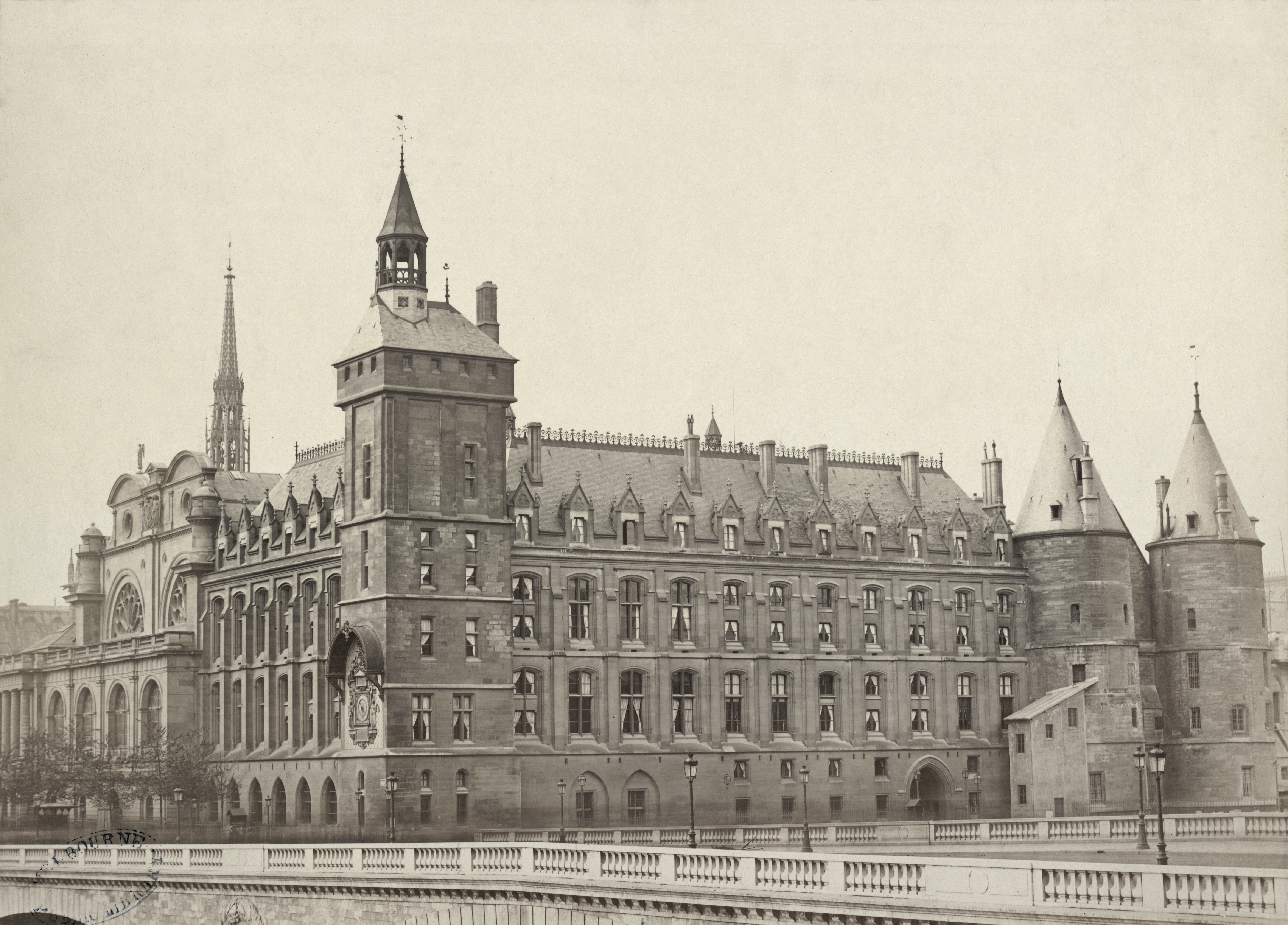
.
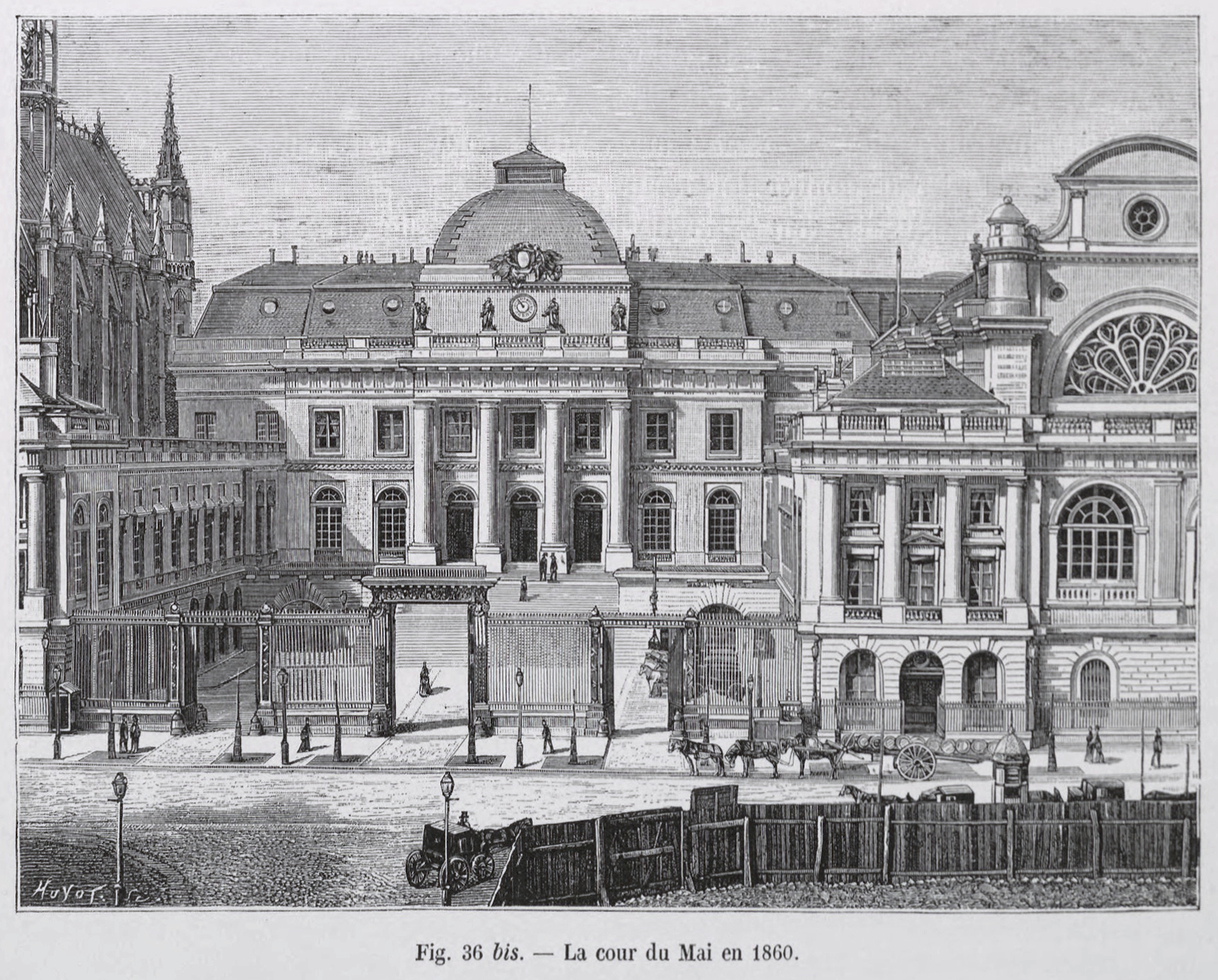
.

- Jean-Baptiste Corot, Le pont au Change vu du quai de Gesvres 1830, 1830 (détail).
- Charles Meryon, La Tour de l'Horloge, 1852.
- Adrien Dauzats, La Conciergerie pendant les travaux de reconstruction du Palais de Justice et vue du quai de l'Horloge, 1857.
- Charles Marville, La Conciergerie, 1830-1870.
- La cour du Mai en 1860, 1875-1882.

## Vestiges contemporains
La Sainte-Chapelle et la Conciergerie sont gérées par le Centre des monuments nationaux à qui elles ont été attribuées à titre de dotation par un arrêté du 2 avril 2008. Ces lieux sont ouverts au public, et des expositions temporaires y sont organisées.
Les quatre tours donnant sur la Seine sont des vestiges du Moyen Âge, les façades ont été construites au XIXe siècle.

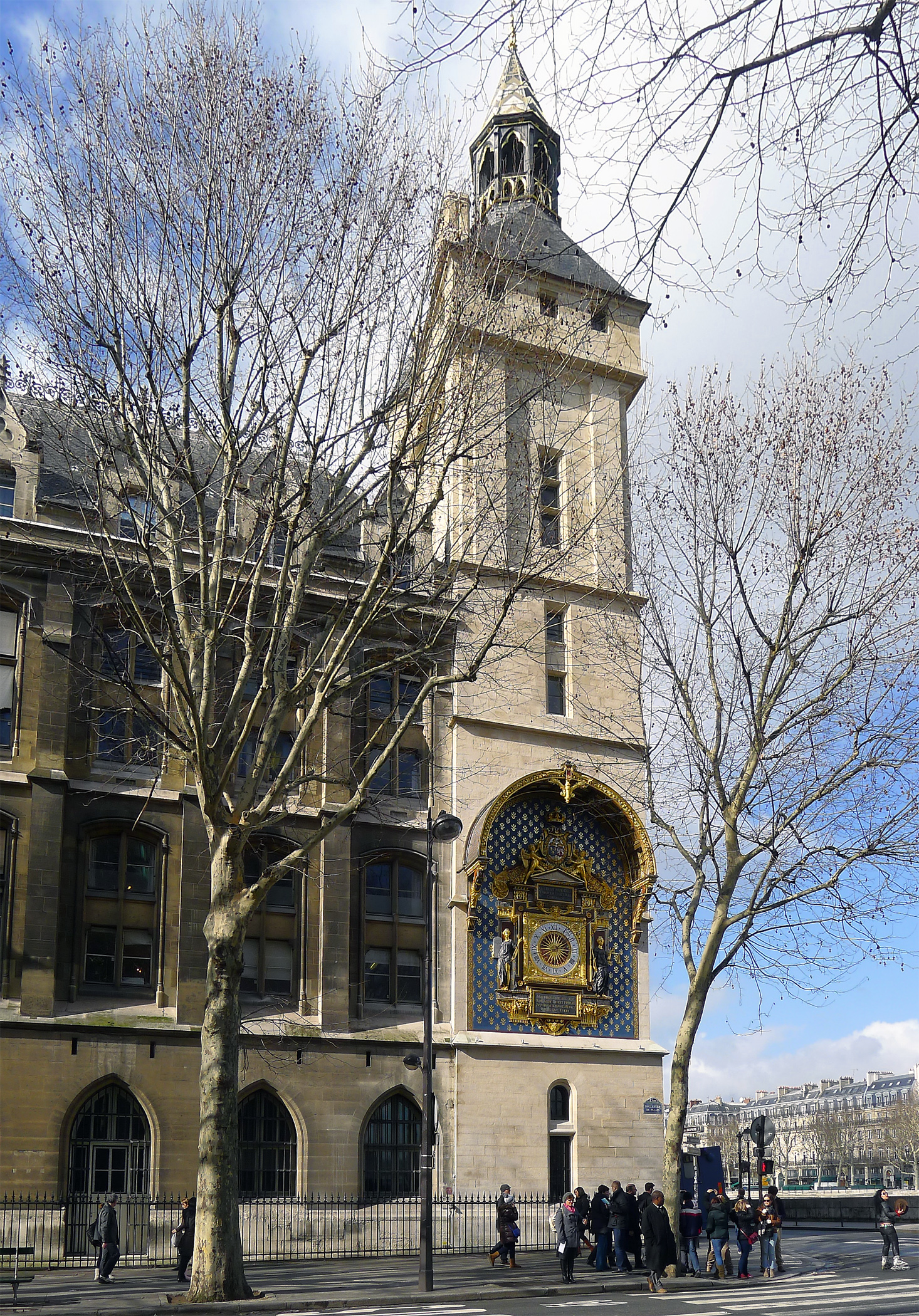
La tour de l’horloge a été construite vers 1350 (photo prise en 2013).
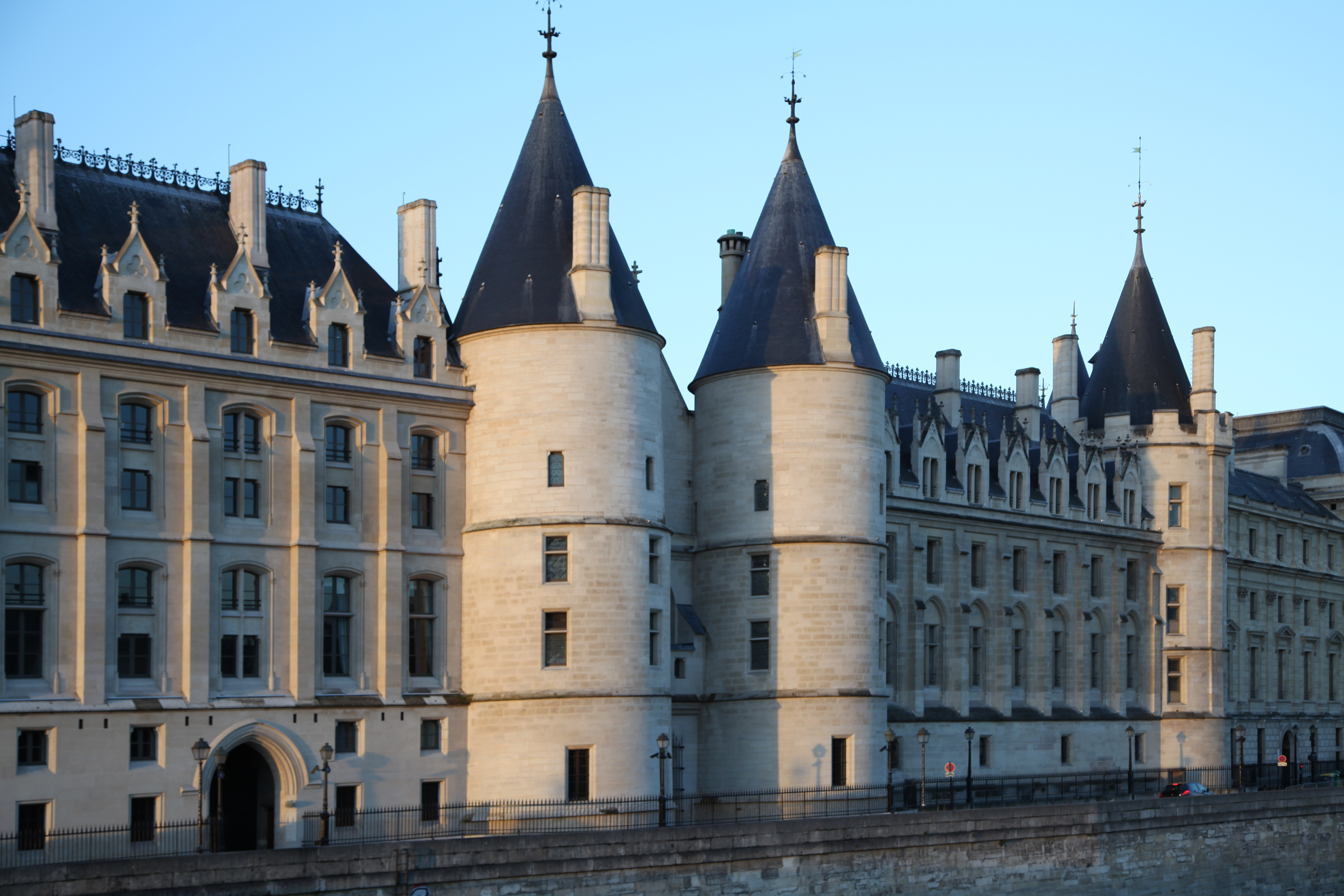
La tour César et la tour d’argent ont été construites au XIVe siècle (photo prise en 2015).
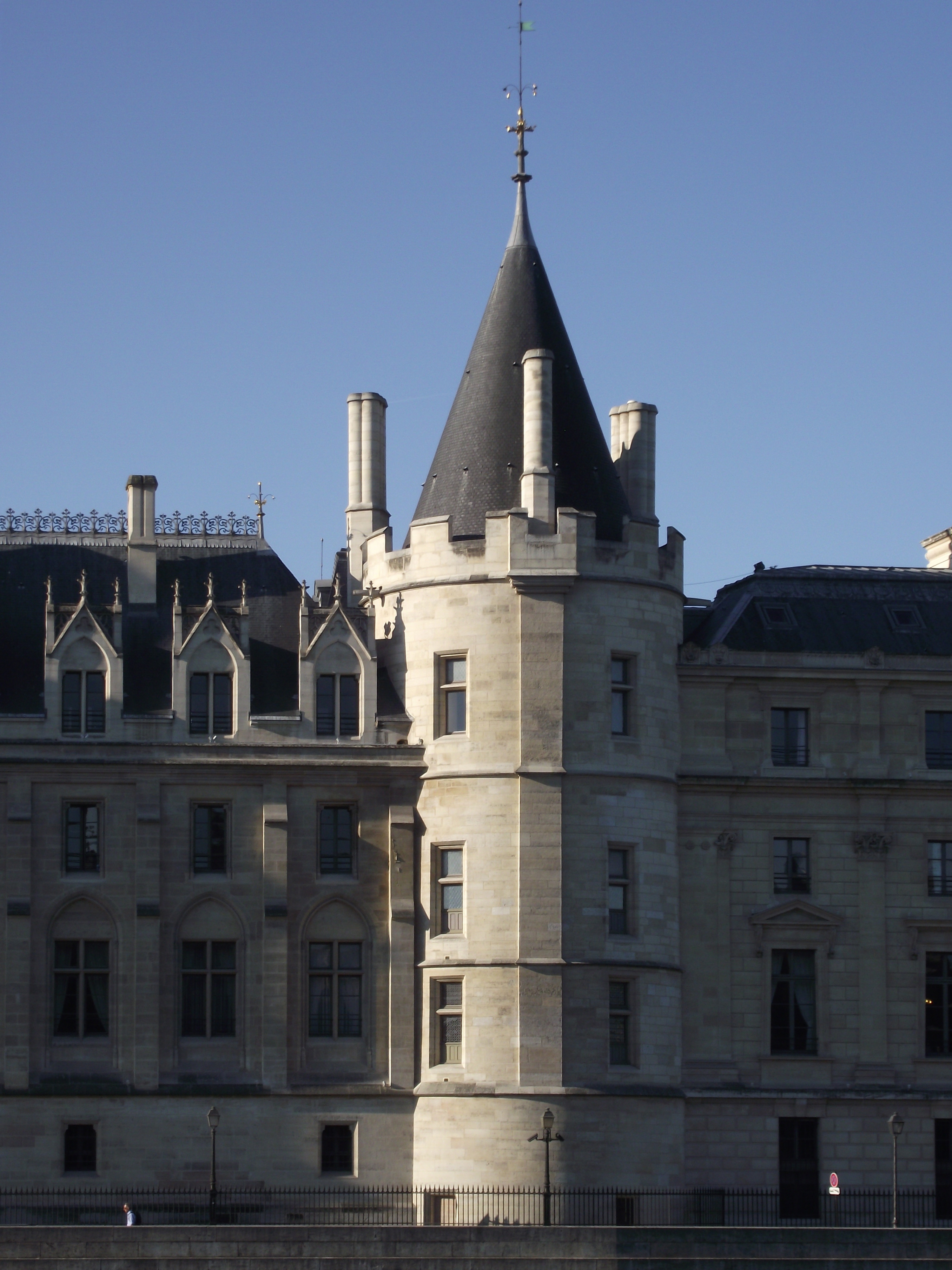
La tour Bonbec a été construite entre 1226 et 1270 (photo prise en 2012).
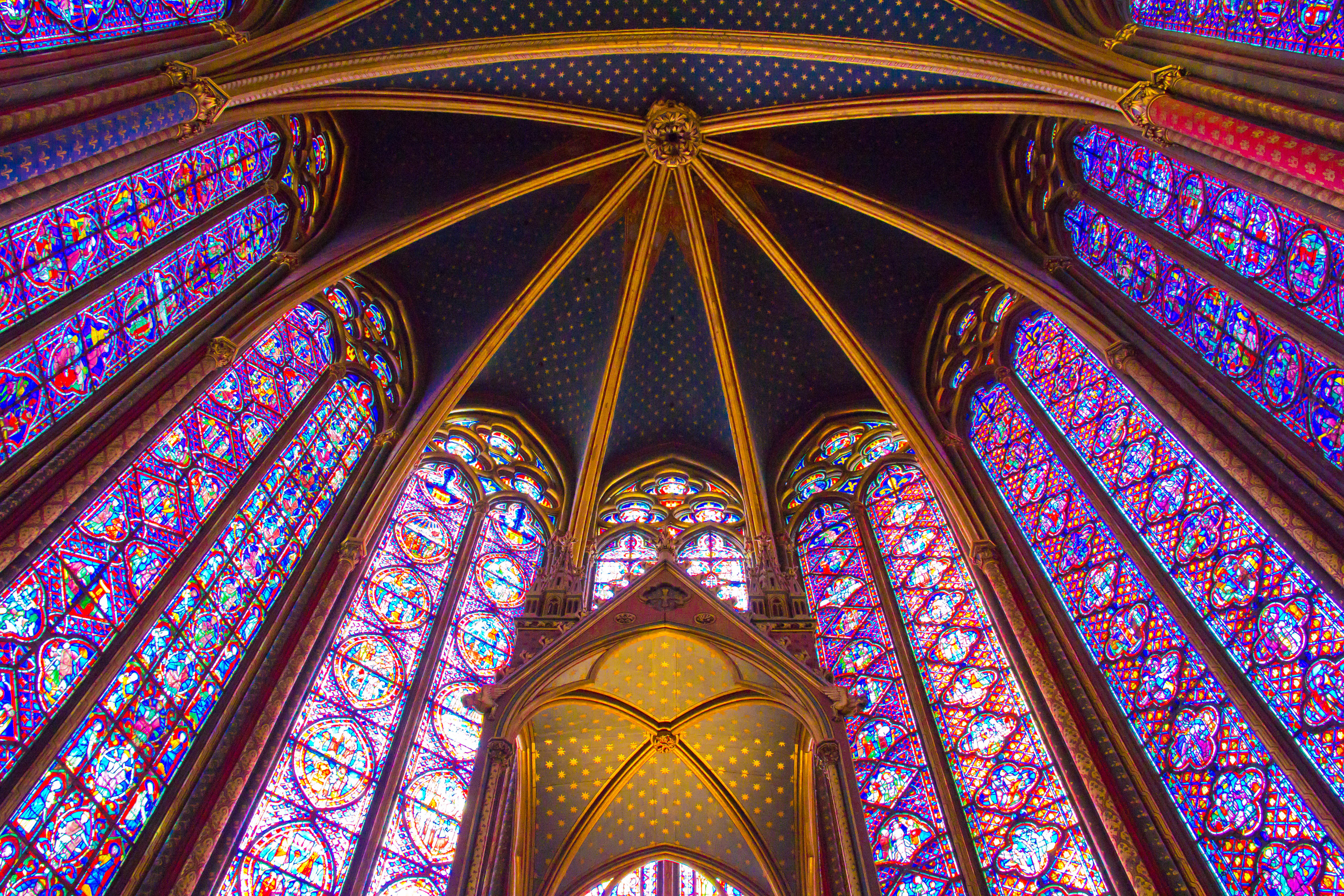
La Sainte Chapelle (photo prise en 2014).
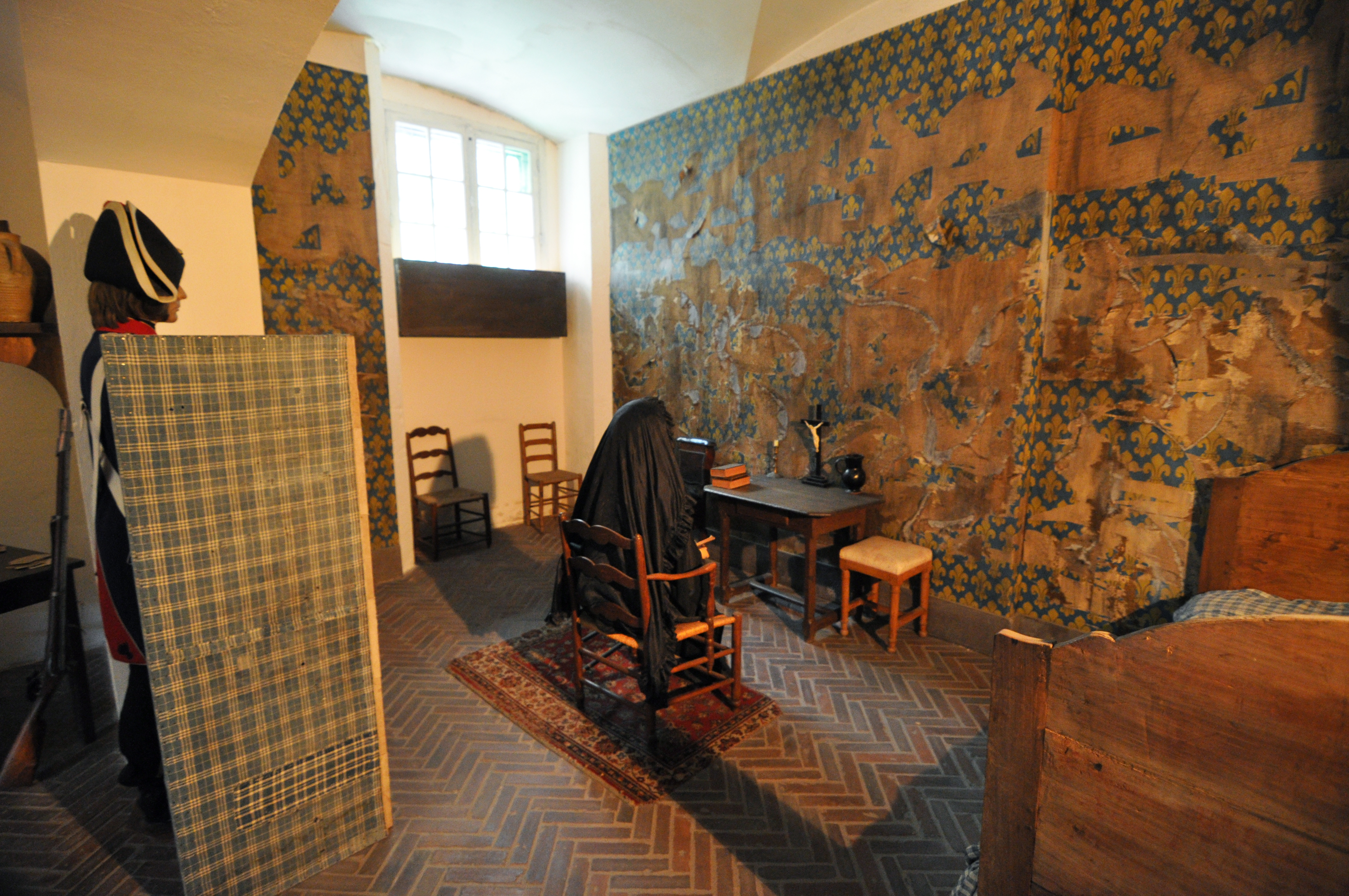
Reconstitution de la cellule de Marie-Antoinette (photo prise en 2011).

La vie quotidienne de la prison de la Conciergerie est reconstituée : le bureau du greffier, chargé d'inscrire les détenus sur les registres ; le bureau du concierge, devenu sous la Révolution, responsable des prisonniers ; des geôles révolutionnaires (cellules à pailleux, à pistole) et la cellule de Marie-Antoinette. La lame de la guillotine qui servit à l’exécution de Lacenaire est exposée.
La salle des Gardes
Anciennement réfectoire du Palais, elle fut réservée à la prison des hommes et sommairement compartimentée en cachots. Devant l’afflux des prisonniers, elle fut divisée par un plancher installé à mi-hauteur, permettant d’aménager ainsi deux salles superposées. C’est au-dessus de la salle des Gardes, au premier étage, dans l’ancienne grand-chambre du parlement de Paris, que siégeait le Tribunal révolutionnaire.
La Rue de Paris
La Rue de Paris tire son nom de Monsieur de Paris, surnom donné au bourreau du Tribunal révolutionnaire, qui venait visiter les prisonniers par ce couloir. Aussi elle fut annexée à la prison des hommes et de ce fait compartimentée en minuscules cellules. Celles des « pailleux » étaient réservées aux prisonniers sans ressources, qui ne pouvaient s'offrir que de la paille pour dormir à même le sol. Celles des « pistoles » étaient louées aux prisonniers (dits les pistoliers) de classe moyenne et étaient pourvues d'un lit. Enfin, pour les plus fortunés étaient louées des cellules pour une seule personne avec de quoi écrire (il était d'usage d'écrire ses mémoires avant de mourir), de la lumière et bien sûr un lit.
Le Grand Préau
Il s’agissait de l’ancien jardin du roi, auquel s’était substitué une vaste cour rectangulaire. Celle-ci était entourée d’une galerie compartimentée en cachots pour les hommes.
Le couloir central
Sombre et étroit, il distribuait sur son parcours de nombreuses pièces : la salle du guichet, le bureau du concierge, le greffe, l’arrière-greffe, le parloir, une pièce de repos pour les guichetiers, l’infirmerie, la chapelle, quelques cellules pour femmes…
La cour des Femmes
Ancien jardin bordant le logis du roi, cette cour était le lieu de promenade des femmes. Elle était entourée de cellules dont le confort variait suivant les possibilités pécuniaires des détenues. Dans cette cour, les femmes lavaient leur linge à une fontaine (aujourd’hui encore existante) ; sur l’une des tables de pierre, elles prenaient leur repas. L’endroit fut, dans la vie cellulaire révolutionnaire, un lieu important pour la vie sociale des prisonniers. Dans un coin subsiste ce qui fut le « côté des Douze » : un enclos triangulaire séparé par une grille de la cour des femmes, dépendant du quartier des hommes et, surtout qui comptait chacun des « douze » condamnés qui pouvaient une dernière fois, dans cet espace, dire au revoir à leur famille avant d'être emportés par la charrette (à douze places…) vers la guillotine.
Le bureau du greffier
Il a été reconstitué dans le musée de la Conciergerie. C’était là que l’on inscrivait, dès leur arrivée, les noms des détenus sur les registres. Cette pièce est devenue la buvette du Palais de Justice.
La salle de la toilette
À cet endroit, les condamnés à mort étaient dépouillés de leurs objets personnels au profit de l’État ou du bourreau, peu rémunéré et pour qui, donc, il n'y avait pas de petits gains : bijoux, tabatières, lunettes, montres. Chacun d’eux était ensuite assis sur un escabeau, avait les mains liées derrière le dos, puis le col de sa chemise était échancré afin d’avoir les cheveux coupés au ras de la nuque. Les condamnés étaient ensuite escortés jusqu’à la cour du Mai, où attendaient les charrettes qui devaient les conduire sur leur lieu d’exécution.
La petite chapelle royale 
Dite « Chapelle des Girondins », elle occupe l'emplacement de l'oratoire médiéval du roi. La tradition y situe le lieu dans lequel les vingt-et-un Girondins attendirent la mort dans la nuit du 29 au 30 octobre 1793.
La première cellule de Marie-Antoinette
La première cellule de Marie-Antoinette d'Autriche fut installée dans l’ancienne chambre de réunion des guichetiers (une cellule humide composée d’un lit de sangle avec deux matelas, d’un fauteuil en canne, de deux chaises et d’une table) donnant sur la cour des femmes par une étroite fenêtre. Après une tentative d’évasion (voir Alexandre Gonsse de Rougeville), Marie-Antoinette fut transférée dans la deuxième cellule. La reconstitution de la cellule de la reine a été faite pour une moitié sur l’authentique cellule et pour l’autre moitié sur la travée contiguë à l’est. Elle fut gardée par Madame Larivière qui montra trop de compassion envers la reine et fut remplacée par la citoyenne Harel qui, en tant qu'épouse d'un membre de la police secrète, était là à titre d'espionne.
La seconde cellule de Marie-Antoinette
Elle est située à côté de la petite chapelle royale. Pour plus d'intimité, la cellule fut coupée en deux par une cloison de planches avec un paravent qui la séparait des deux gendarmes, qui assuraient sa surveillance en permanence. Louis XVIII fit ériger à l’endroit même de la cellule de la reine, qui fut coupée par un mur, une chapelle expiatoire. La moitié ouest fut réunie à la chapelle par un local où la tradition situe les dernières heures de Maximilien de Robespierre.